# Figuren der Dune-Zyklen
Die nachfolgend aufgelisteten Figuren der Dune-Zyklen entstammen den Wüstenplanet-Romanen. Es werden bedeutende Figuren aus allen 21 bisher erschienenen Bänden von Frank Herbert, Brian Herbert und Kevin J. Anderson beschrieben.

## Adelsfamilien

### Das Haus Atreides

Falken-Wappen der Atreides

Banner der Atreides

In allen Bänden der Dune-Serie spielen Vertreter des Hauses Atreides tragende Rollen. Dessen Namen entlehnte Frank Herbert der griechischen Mythologie; so soll Vorian, der Begründer des Hauses, vom griechischen Helden Atreus abstammen.

#### Paul Atreides
Paul Orestes Atreides, auch Paul Muad'Dib und Usul, der erste Imperator aus dem Hause Atreides, steht im Mittelpunkt der ersten Trilogie. Laut Angaben in Die frühen Chroniken 3: Das Haus Corrino wird er im Jahre 10176 am Hof des Kaisers Shaddam IV. Corrino auf Kaitain geboren. Seine Eltern sind die Bene Gesserit Lady Jessica und Herzog Leto I. Atreides.
Pauls Vater, Herzog Leto I. Atreides, übernimmt im Jahre 10191 die Kontrolle über den Wüstenplaneten Arrakis (auch Dune genannt). Für Paul war dieser Umzug schwieriger als für seine Eltern, da er ihren bisherigen Wohnsitz – den Wasserplaneten Caladan – sehr geliebt hatte. Schon kurz nach der Ankunft der Atreides werden sie verraten. Truppen der Harkonnen, unterstützt von getarnten imperialen Sardaukar, übernehmen die Kontrolle über Arrakis. Paul und seiner Mutter gelingt die Flucht, während sein Vater stirbt.
Bei seiner Flucht auf Arrakis lernte er das Fremenmädchen Chani kennen und lieben. Mit ihr hat Paul insgesamt 3 Kinder. Ihr erster Sohn wird am Ende des ersten Bandes von einem Sardaukar getötet. Die weiteren Kinder sind die Zwillinge Leto II. und Ghanima. Paul wird zum Anführer der „eingeborenen“ Fremen, droht mit der Totalvernichtung der Melange und zwingt so den Imperator Shaddam IV. zur Abdankung. Um die Macht als neuer Herrscher des Dune-Universums politisch zu legitimieren, heiratet Paul Irulan, die älteste Tochter des früheren Imperators Shaddam, ohne die Ehe jedoch zu vollziehen.

#### Alia Atreides
Alia Atreides (* 10191) wird in der ersten Trilogie als Tochter von Leto I. und Lady Jessica geboren. Sie ist die Schwester von Paul. Im dritten Band, Die Kinder des Wüstenplaneten, spielt sie eine tragende Rolle. Alia war mit dem ersten Duncan-Idaho-Klon (Ghola) verheiratet. Nachdem ihr Neffe Leto sie vor die Wahl gestellt hat, sich entweder einer Besessenheitsprüfung durch die Bene Gesserit zu unterziehen oder vom Balkon des Palastes zu springen, wählt sie den Selbstmord.

#### Ghanima Atreides
Ghanima Atreides ist eine Hauptfigur des Romans Die Kinder des Wüstenplaneten. Sie und ihr Zwillingsbruder Leto II sind die Kinder von Paul Muad’dib und seiner Fremen-Konkubine Chani. Beide erwachten noch vor der Geburt zu vollem Bewusstsein und tragen alle Erinnerungen ihrer Vorfahren in sich. Ghanima ist nominell mit ihrem (zeugungsunfähigen) Bruder Leto verheiratet. Vater ihrer Kinder ist Harq al-Ada alias Farad’n Corrino, der damit zum Stammvater aller späteren Atreides wird.

#### Leto II. Atreides
Gottkaiser Leto II. Atreides ist Hauptfigur in zwei Romanen: Die Kinder des Wüstenplaneten und Der Gottkaiser des Wüstenplaneten. Er ist der zweite Sohn von Paul Muad’dib und Chani, Zwillingsbruder von Ghanima und designierter Erbe Pauls. Die Sorge um die Zukunft der Menschheit verlangt von ihm, sie auf den Goldenen Pfad zu führen, den seine Visionen zeigen. Dieser Weg fordert ein gewaltiges persönliches Opfer. Nur in „der Haut, die nicht die meine ist“ kann es gelingen. Diese Haut entsteht durch Metamorphose mit den Sandforellen und macht ihn zu einem Hybridwesen, halb Mensch, halb Sandwurm. In dieser Gestalt übt er eine 3500 Jahre dauernde tyrannische Herrschaft aus. Er erzieht die Menschheit um. Sein Tod und die folgenden Hungerjahre führen in die Diaspora und zur Rettung der Menschheit.

#### Paulus Atreides
Herzog Paulus Atreides war der Vater und Vorgänger von Herzog Leto I. Er wird als stolzer, starker und gerechter Mann beschrieben, der von seinem Volk abgöttisch geliebt wurde. Er ließ Leto die bestmögliche Ausbildung zukommen und lehrte ihn, jegliches Leben zu schätzen. Nach dem römischen Brot-und-Spiele-Konzept veranstaltete er allerdings regelmäßig Stierkämpfe, bei denen er sogenannte Stiere von Salusa Secundus tötete. Diese sind wesentlich größer und stärker als normale Stiere des Planeten Erde. Bei einem solchen Kampf kam Paulus ums Leben, da der Stier mit aufputschenden und schmerzstillenden Mitteln beeinflusst war. Paulus Frau, Helena Atreides, eine geborene Richese, hatte dieses Attentat veranlasst, um Paulus zu strafen, weil er nicht auf sie hörte. Sie hatte es missbilligt, dass er den Kindern von Dominic Vernius, Kailea und Rhombur, Asyl gewährt hat.

#### Leto I. Atreides
Herzog Leto Atreides I. (10140–10191) ist die Hauptfigur der frühen Chroniken. Der Vater von Paul Muad’dib, Herzog Leto I., ist ein angeheirateter Cousin der Corrinos. Gelegentlich wurde er auch der Rote Herzog genannt, da er eine rote Uniform, die an den Matador-Anzug seines Vaters erinnern sollte, trug. Das Haus Atreides herrschte sechsundzwanzig Generationen lang über Caladan, bevor er dazu gezwungen wurde, Arrakis als neues Lehen zu übernehmen. Auf Arrakis wird Leto I. von Baron Wladimir Harkonnen gefangen genommen und stirbt beim Versuch, ihn und sich selbst mit Gift zu töten.
Seine sterblichen Überreste ruhten im Schädelgrab auf Arrakis, bis die Geehrten Matres den gesamten Planeten zu Schlacke verbrannten. Leto galt zeit seines Lebens als ein gutherziger und gerechter Herzog, der stets auf die Loyalität seiner Untergebenen zählen konnte. Er war sehr beliebt im Rat der Hohen Häuser des Imperiums, dem Landraad. Bezüglich des Wappentiers der Atreides sind Frank Herbert kleine Ungereimtheiten unterlaufen. Während in der ersten Trilogie ein roter Habicht Siegelring und Banner schmückt, ist es in den Folgebänden ein roter Falke. Die Farben seines Banners sind grün und schwarz gespalten.

#### Siona Atreides
Siona Ibn Fuad Al-Seyfa Atreides ist die Tochter von Moneo, dem Majordomus und Chefadjudant des Gottkaisers. Sie ist eine entfernte Nachfahrin des Hauses Atreides, am Ende der Herrschaft von Gottkaiser Leto II. Sie initiiert die Verschwörung, die zu seinem Tod führt. Viele Bene Gesserit der zweiten Trilogie sind Nachkommen von Siona und dem Duncan Idaho Ghola. Sie war die Verkörperung des gottkaiserlichen „Zuchtprogrammes“. Kein Hellseher, weder Leto II. noch die Navigatoren der Raumgilde können Siona und ihre Nachkommen in der Raumzeit lokalisieren.

#### Vorian Atreides
Vorian Atreides ist der Held der Legenden und Sieger von Corrin. Vorian war ein in vitro gezeugter Sohn des Titanen Agamemnon und verbrachte seine Jugend als Vertrauter des Roboters Seurat. Er hatte anfangs zu seinem Vater, dem Cymek und ehemaligen Titanen Agamemnon, aufgesehen, und war zu einem seiner engsten Vertrauten geworden. Das Vertrauen Agamemnons reichte gegenüber Vorian so weit, dass Agamemnon seinen Gehirnbehälter nur von Vorian reinigen und warten ließ. Zuerst begegnete Vorian der Idee, später seinem Vater nachfolgen zu können und selber ein Cymek zu werden, mit großer Freude. Vorian war einer der wenigen Menschen, die sich in den inneren Zirkeln von Omnius’ Synchronisierten Welten relativ frei bewegen konnte und daher auch Zugang zu verbotenem Wissen erhielt. Beim Aufstand der Menschen auf der Erde rettete er Serena Butler und Iblis Ginjo, indem er das Schiff Seurats, die Dream Voyager, stahl. Nach anfänglichem Misstrauen der geretteten Serena erlangte Vorian schnell eine Vertrauenposition innerhalb der Liga.
Vorian wurde aufgrund seiner Kenntnisse schnell zum obersten Befehlshaber der Armee des Djihad (später: Armee der Menschheit) und war der Begründer des Hauses Atreides auf Caladan. Raquella Berto-Anirul, die Begründerin der Bene Gesserit, war eine Enkelin Vorians, der vermutlich mehrere Kinder hatte, aber nur die Mutter Raquellas (posthum) und seine Kinder auf Caladan, die er zusammen mit Leronica Targiet hatte, offiziell anerkannte. Seine „Caladan-Söhne“ hießen Estes und Kagin. Vorian war Freund und Mentor von Abulurd Harkonnen dem Älteren, mit dem er aber nach der Schlacht von Corrin brach, womit die ewige Fehde zwischen dem Haus Atreides und dem Haus Harkonnen ihren Anfang nahm. In Gegensatz zu späteren Schilderungen war es jedoch Atreides, der den Part des „Bösen“ einnahm, während Harkonnen nur versuchte, das Leben von Millionen Menschen zu retten.

#### Spätere Atreides
Die meisten Figuren der zweiten Trilogie sind Nachfahren von Siona Atreides. Zum Beispiel:
- Darwi Odrade
- Miles Teg

### Offiziere der Atreides

#### Gurney Halleck
Gurney Halleck ist – neben Duncan Idaho – der kampferfahrenste Offizier des Herzogs Leto I. Atreides. Beide teilten sich das Amt als Kriegsmeister des Herzogs. Nachdem seine Familie von Harkonnen ermordet worden war, floh er aus einer ihrer Sklavengruben auf Giedi Prime. Anschließend verschlug es ihn in die Dienste des Renegaten Dominic Vernius und schließlich schwor er dem Haus Atreides Loyalität. Nach dem illegalen Angriff der Harkonnen und Sardaukar, auf Arrakis, kann er fliehen und bei den Schmugglern untertauchen. Von Paul Atreides dort aufgespürt, hilft er bei der Ausbildung junger Fremenkrieger und wird als Kundschafter eingesetzt.
Nach dem Sieg über den Imperator und die Harkonnen beginnt er – mit Pauls Segen – eine Beziehung mit Lady Jessica und wird, an ihrer Seite, Gouverneur von Caladan. Gurney Halleck war ebenfalls bekannt für seine musikalischen Fähigkeiten, insbesondere dem Spiel auf dem Baliset.

#### Duncan Idaho
Duncan Idaho ist zusammen mit Gurney Halleck Schwertmeister des Hauses Atreides und stammt von Giedi Primus, der Heimatwelt der Harkonnen. Im Alter von 8 Jahren wird er zusammen mit seinen Eltern von den Harkonnen gefangen genommen und als menschliches Jagdwild missbraucht. Der Harkonnenprinz Glossu Rabban tötet seine Eltern und bringt ihn zu einer letzten Jagd in einen Wald. Dort gelingt es Duncan, einige seiner Verfolger zu töten. Er entkommt auf eine Lichtung, auf der ein Thopter auf ihn wartet. Die Frau, die seine Eltern bei den Harkonnen denunziert hatte, verhilft ihm zur Flucht nach Caladan, wo er in die Dienste des Herzogs Paulus tritt. Im Laufe der Zeit steigt er in der Hierarchie der Atreides auf, besucht die Schule der Schwertmeister auf Ginaz und wird einer der fähigsten Offiziere der Atreides, der beispielsweise an der Rückeroberung von IX mitwirkt. Er begleitet den Herzog Leto nach Arrakis und gewinnt in seinem Auftrag das Vertrauen der Fremen. Als das Haus Atreides auf Arrakis vernichtet wird, unterstützt er Paul und Jessica bei ihrer Flucht in der Wüste und zu den Fremen. Er wird schließlich getötet, als er Pauls und Jessicas weiteren Fluchtweg gegen imperiale Sardaukar deckt. In der Folgezeit wird er von den Tleilaxu zahllose Male als Ghola wiederbelebt. Das erste Mal als Geschenk der Tleilaxu für den Imperator Paul Atreides. Alle diese Gholas konnten sich lediglich ans Leben des ersten Original-Duncan erinnern. Der letzte Idaho-Ghola verfügt schließlich über die Erinnerungen aller seiner Ghola-Inkarnationen.
Gottkaiser Leto II. und später die Bene Gesserit bestellen immer wieder neue Duncan Idahos. Diese Duncan Gholas stellten unter Leto II. den männlichen Kommandeur seiner ansonsten weiblichen Armee, den sogenannten Fischrednern. Mit diesen wurden auf freiwilliger Basis auch Zuchtprogramme durchgeführt. Auf Wunsch der Bene Gesserit wurde im 5. Band sein Muskel- und Nervensystem genetisch den modernen Erfordernissen angepasst. Dieser neue Idaho-Ghola ist außerdem ein Mentat. Die Überprüfung durch die Bene Gesserit ergab sonst keine Auffälligkeiten im genetischen Code. Am Ende des 5. Bandes brechen die von den Tleilaxu in Duncan versteckten Fertigkeiten hervor. Sie liegen auf dem Gebiet sexueller Prägung.
Mit diesen Fähigkeiten prägt er Murbella, eine Geehrte Matre, die eigentlich ihn sexuell hörig machen sollte. Die Prägung wirkt allerdings gegenseitig. So leben beide, als Paar, gefangen auf dem Ordensburg-Planeten der Bene Gesserit. Sie werden in einem Nichtschiff versteckt und unter ständiger Beobachtung gehalten. Am Ende des Wüstenplanet-Zyklus flieht er zusammen mit Sheeana in den nicht kartographierten Weltraum. Duncan löscht die Daten, die den Kurs des Schiffs beschreiben, sodass die Insassen des Schiffs keine Möglichkeit mehr haben, ins bekannte Universum zurückzufinden.
Nach über 20 Jahren der Flucht werden Duncan und seine Mitreisenden schließlich von Omnius gefangen genommen. Doch statt sie alle zu töten, wird Omnius vom Orakel der Zeit (Norma Cenva) vernichtet, während Duncan mit Erasmus zu einer Einigung kommt, die Menschen und Denkmaschinen friedlich koexistieren lassen kann. Daraufhin schenkt er Erasmus die einzige menschliche Erfahrung, die dieser nicht simulieren kann, und „tötet“ den Roboter auf dessen Wunsch. Der Ghola von Paul Atreides erkennt, dass weder er, noch sein Sohn Leto II, sondern Duncan der wahre und ultimative Kwisatz Haderach ist, da er mehr Leben (wirklich) lebte als jeder andere und dadurch über wahre menschliche Lebenserfahrung und nicht nur die Erinnerungen Verstorbener verfügt. Er stellt seine Arbeitskraft und die vieler (freiwilliger) Maschinen danach den von den Geehrten Matres und Bene Gesserit in deren Krieg verwüsteten Planeten zum Wiederaufbau zur Verfügung, verneint aber die Schaffung eines neuen Imperiums, die Menschen und Maschinen sollen frei und in Frieden leben.

#### Thufir Hawat
Thufir Hawat ist der Assassinenmeister und Kriegermentat des Hauses Atreides. Er diente dem Haus Atreides drei Generationen lang und trainierte die Herzöge Paulus und Leto sowie Paul. Seine Fähigkeiten im Kampf sind ebenso meisterhaft wie die als Mentat. Im Zuge des Sturzes der Atreides wurde er von den Harkonnen gefangen genommen und „umgedreht“. In dem Glauben, dass Paul tot sei und der Imperator dafür verantwortlich ist, arbeitete er mit den Harkonnen zusammen. Wegen seiner genauen Informationen über die Atreides ist er für die Harkonnen ein mächtiges Werkzeug. Selbst der eingeschränkte Dateninput seitens seiner neuen Arbeitgeber beeinträchtigt die hohe Qualität seiner Analysen kaum. Vom Imperator selbst erhielt er den Auftrag, Paul mit einem Gom Jabbar zu töten. Obwohl Paul ihm freiwillig sein Leben anbietet, weigert er sich und bleibt loyal. Er starb in Pauls Armen.
Im 7. Band wird er von Sheeana als Ghola wiederbelebt.

### Das Haus Corrino/Butler

Löwenwappen der Corrino

Das Haus Corrino (ursprünglich Butler) stellt 81 Generationen lang die Kaiser des Imperiums. Nach der Schlacht von Corrin nennt sich Faykan Butler, der eigentliche Begründer des Hauses, Faykan Corrino. Ursprünglich herrschte das Haus Boro über das Reich und stellte auch die Kaiser. Durch die Machtergreifung der Titanen kam es jedoch zum Sturz der Familie und zum Aufstieg der Butlers bzw. Corrinos. In „Gottkaiser des Wüstenplaneten“ erteilt Leto II. den Befehl zur völligen Auslöschung der Corrinos, näheres wird dazu nicht berichtet.

#### Shaddam Corrino
Shaddam IV. Corrino ist in Der Wüstenplanet – Die Frühen Chroniken und im Wüstenplaneten der 81. und letzte Paddischah-Imperator aus dem Haus Corrino. Anders als sein Vater Elrood IX. hat Shaddam nur eine Frau, die Bene Gesserit Anirul, und fünf Töchter. Shaddam verbündet sich mit dem Haus Harkonnen gegen seinen Großneffen Leto I. und muss daher später zu Gunsten seines Schwiegersohnes Paul Atreides abdanken.
Shaddams Macht basiert auf den Sardaukar. Seinen Lebensabend verbringt Shaddam mit Hasimir Fenring und den vier jüngeren Töchtern auf Salusa Secundus, dem Stammplaneten der Familie Butler-Corrino.
Shaddam galt schon in jungen Jahren als verschlagen. So tötete er unter anderem seinen eigenen Vater Elrood IX., um den imperialen Thron an sich zu reißen. Shaddam hatte den Ruf eines sehr schlechten Strategen, der die Ausbildung der Sardaukar vernachlässigte und somit stark schwächte.

#### Irulan Corrino
Prinzessin Irulan Corrino ist die erstgeborene Tochter von Padischah-Imperator Shaddam Corrino. (Ihr Name ist ein Anagramm des Namens ihrer Mutter Anirul). Sie ist die Ehefrau Paul Muad'dibs, die Ehe wurde jedoch nie vollzogen. Sie ist im Herrn des Wüstenplaneten (Band 2 der ersten Trilogie) an der Verschwörung gegen Paul beteiligt, steht danach jedoch loyal zu Pauls Kindern Leto II. und Ghanima.
In den frühen Chroniken 3 wird sie Zeugin der Ermordung ihrer Mutter. Im Wüstenplaneten werden viele Kapitel durch Zitate eingeleitet, die aus Büchern stammen, die Irulan über ihren Mann schreibt.

#### Wensicia Corrino
Prinzessin Wensicia Corrino ist die drittgeborene Tochter von Padischah-Imperator Shaddam Corrino, dem sie in sein Exil auf Salusa Secundus folgt. Sie ist die Mutter Farad’n Corrinos dessen Thronfolge sie mit großem Ehrgeiz, jedoch erfolglos betreibt. Farrad’n missbilligt die Machenschaften seiner Mutter und verbannt sie nach Giedi Primus. Im Exil verstirbt Wensicia isoliert und vergessen. Sie ist das letzte politisch aktive Mitglied der Familie Corrino.

#### Serena Butler
221-164 vor Gründung der Raumgilde. Tochter von Manion und Livia Butler (Band 1 der Legenden). Serena ist mit dem jungen Offizier Xavier Harkonnen liiert, als die Maschinen Zimia, die Hauptstadt ihres Heimatplaneten Salusa Secundus angreifen. Später gerät Serena in Gefangenschaft der Maschinen; Der Aufstand der Menschen auf der Erde wird dadurch ausgelöst, dass der Roboter Erasmus ihren und Xaviers Sohn Manion tötet. Im Chaos der Kämpfe kann Serena zusammen mit Vorian Atreides und Iblis Ginjo, einem ehemaligen Sklaven-Vorarbeiter (Trustee), von der Erde fliehen.
In der Liga der Edlen werden Serena und ihr toter Sohn fortan auf religiöse Art verehrt und dienen als Leitfiguren des Djihad. („Im Namen von Serena und Manion dem Unschuldigen!“). Serena wird zur offiziellen „Hohenpriestern des Djihads“. Iblis Ginjo schwingt sich zum „Großen Patriarchen“ des Djihad auf und profitiert von Serenas Nimbus.
Knapp 30 Jahre später zeigt der Djihad kaum Erfolge. Weder die Menschen noch die Maschinen konnten bisher einen entscheidenden Vorteil erringen. Serena sucht bei den sogenannten Elfenbeinturm-Kogitoren, in Lebenserhaltungsbehältern eingelegten menschlichen Gehirnen, um Hilfe nach. Diese schlagen aus Unwissenheit und in Verkennung der Situation einen Waffenstillstand mit den Maschinen vor. Dieser Vorschlag wird von den kriegsmüden Liga-Planeten begeistert angenommen. Iblis Ginjo überredet daraufhin Serena, bei den Friedensverhandlungen den Computer-„Allgeist“ Omnius so zu provozieren, dass dieser sie tötet. Dies misslingt zwar, aber die Führerin von Serenas Leibwache (Seraphim) Niriem wurde von Ginjo instruiert, Serena im Falle eines Fehlschlags zu töten, was diese dann auch tut.
Ginjo verbreitet daraufhin gefälschte Filmaufnahmen, in denen zu sehen ist, wie ein vermeintlicher Omnius einen Klon von Serena auf schmerzvolle und grausame Weise exekutiert, was den Djihad wieder anheizt und die Verhandlungen vergessen macht.
Serena wird von da ab als Heilige und Märtyrerin verehrt, als Mutter von Manion und Schutzpatronin der Djihadis.

#### Manion Butler (d.Ä.)
Zu Beginn der Handlung der Legenden-Trilogie Viceroy der Liga der Edlen. Vater von Serena, Octa und Fredo. Starb während einer Inspektion seiner Weinberge 169 vor Gründung der Raumgilde an Altersschwäche. Der Titel Viceroy ist vergleichbar mit einem Parlamentsvorsitzenden oder Ministerpräsidenten. Manion war Viceroy der Liga der Edlen, als die Denkmaschinen unter Führung des Titanen Agamemnon Salusa Secundus und die Hauptstadt Zimia angriffen und fast erobert hätten. Nur durch die schnelle Reaktion des damaligen Tercero Xavier Harkonnen konnte die Stadt und somit das Ligaparlament gerettet und die Angreifer zurückgeschlagen werden. Politisch gesehen war Manion eher gemäßigt. Er hatte nicht die Ausstrahlung und das Charisma seiner Nachfolger, war aber dennoch sehr beliebt und angesehen. Nach dem Tod seines Enkels Manion des Unschuldigen durch den Roboter Erasmus rief er im Namen seiner Tochter Serena und seines Enkels auch offiziell den Djihad aus, der von seiner Tochter angeführt wurde.

#### Quentin Butler
Quentin Butler, eigentlich Quentin Vigar ist mit Xavier Harkonnens Tochter Wandra verheiratet, hat aber wegen der „Schande“, die wegen des Todes von Iblis Ginjo über dem Namen Harkonnen lag, den Namen Butler, nach Wandras Großeltern angenommen, und das Familienmotto „Ein Butler ist niemandes Diener!“ geprägt, wobei er sich der Ironie des Namens Butler voll bewusst war („Ein Butler war früher ein serviler Diener, aber heute ist ein Butler niemandes Diener!“). Er ist bekannt als der Befreier von IX und Parmentier. Quentin hat 3 Söhne: Faykan, Rikov und Abulurd. Da aber seine Frau bei Abulurds Geburt einen Schlaganfall erlitt, konnte er seinen Sohn nie akzeptieren, und als er den Namen Harkonnen annahm, brach er endgültig mit ihm und sprach ihn nur noch mit seinem Rang an.
Nach der großen Säuberung geht Quentin mit Porce Bludd, dem Erben von Niko Bludd, auf eine humanitäre Mission und die Suche nach Überlebenden. Dabei wird er auf Wallach IX von den Cymeks gefangen genommen und selbst zu einem (Neo-)Cymek gemacht. Er versucht mehrmals die Cymeks zu sabotieren, aber es gelingt ihm nicht. Letztendlich vernichtet er mit Hilfe von Vorian die Titanen und rammt in einem Kamikaze-Einsatz das Schiff von Dante, da dieser zu fliehen versucht, und stirbt dabei selbst. Er hätte Dante auch abschießen können, wollte aber seinen Kindern und Freunden nicht als Cymek gegenübertreten müssen.

#### Rikov Butler
Er ist der zweitälteste Sohn Quentin Butlers (Vigars) und Wandra Butlers und wurde 138 vor Gründung der Gilde geboren. Er war nicht nur ein hoher Offizier in der Armee von Butlers-Djihad, sondern gleichzeitig auch noch Verwalter des Planeten Parmentier, der einer der ersten Liga-Planeten war, der von der Omnius-Geißel heimgesucht wurde. Er ist der Vater von Rayna Butler, die die „große Säuberung“ ins Leben rief.

#### Rayna Butler
Tochter von Rikov Butler, geboren 119 vor Gründung der Gilde, begründete den Serena-Kult, der die Zerstörung sämtlicher Technik, die nicht unmittelbar zum Überleben notwendig ist, zum Ziel hat. Ihre Erleuchtung war ein Fiebertraum, in dem ihr Serena erschien, während Rayna unter der Omnius-Geisel genannten Seuche litt. Infolge der Krankheit verlor sie jegliche Körperbehaarung und blieb so klein wie ein 12-jähriges Kind. Der Serena-Kult wächst rasend schnell und stellt bald die Autorität des Viceroy in Frage, der sich deswegen mit dem Kult verbündet und die Kultisten als Freiwillige für die Armee der Menschheit nutzt. Von Rayna stammt auch das Manifest, welches noch bis in die Zeit von Paul Atreides und darüber hinaus gültig ist, und die Herstellung, Benutzung und den Besitz von Denkmaschinen strengstens bei Todesstrafe (und manchmal auch Folter) untersagt.

#### Faykan Butler (Corrino)
Faykan Butler, ein Enkel Xavier Harkonnens, machte sich in der Politik einen Namen und wurde schließlich zum Viceroy der Liga der Edlen gewählt. Nach der Schlacht von Corrin vereinigte er dieses Amt mit dem des Großen Patriarchen, änderte seinen Namen zu Ehren des legendären Schlachtfelds und wurde Faykan Corrino, der erste Imperator und Begründer des Hauses Corrino.

#### Farad’n Corrino
Farad’n Corrino war der Sohn von Prinzessin Wensicia Corrino und dem Grafen Dalak Kenola und wurde 10200 im Exil auf Salusa Secundus als Farad’n Kenola geboren. Nach dem ungeklärten Unfalltod seines Vaters wurde Farad’ns Nachname in Corrino geändert und er erhielt eine Sardaukar-Ausbildung.
Bei der Thronbesteigung Leto II. übergibt er die Sardaukar den Atreides und nennt sich von nun an Harq al-Ada. Er war der Geliebte Ghanima Atreides und der Vater ihrer Kinder und damit der Stammvater aller späteren Atreides.

#### Graf Hasimir Fenring
Graf Hasimir Fenring (10133–10255) war ein angeheirateter Cousin des Hauses Corrino und in seiner Kindheit Spielkamerad von Shaddam IV. Graf Fenring war ein Fast-Kwisatz-Haderach, was ihn durch angeborene Fähigkeiten, verbunden mit einer entsprechenden Ausbildung, zu einem der gefährlichsten Kämpfer des Imperiums machte. Fenring war unfruchtbar und genital -nicht näher beschrieben- missgestaltet, hatte aber dennoch ein aktives Liebesleben mit seiner Ehefrau und einigen Geliebten. Er hatte eine Stieftochter, geboren von seiner Frau Margot Fenring, einer Bene Gesserit, die sie zur Attentäterin ausbildeten, die jedoch bei einem Anschlagsversuch auf Paul Atreides getötet wurde.
Er war verantwortlich für den Mord an Shaddams Bruder Fafnir und für die langsame Vergiftung von Elrood IX., die er jedoch geschickt als Unfalltod bzw. Tod durch Altersschwäche tarnen konnte, was Shaddam den Weg zum Thron ebnete und ihn zeitweise zu seinem engsten Vertrauten in einem gegenseitigen Abhängigkeitsverhältnis machte. Fenring war sich bewusst, dass der Imperator deshalb erwägte, ihn ebenfalls ermorden zu lassen, und erpresste ihn mit im Imperium verteilt versteckten Beweisen für die Ermordung von Shaddams Bruder und Vater, die im Falle seines verfrühten Todes durch geheime Vertraute veröffentlicht würden. Dadurch konnte er sich eine dauerhafte Position in der Nähe des Thrones sichern, auch wenn die Freundschaft und das Vertrauen zwischen Fenring und dem Imperator im Laufe der Jahre deutlich abnahmen. Später verwaltete er als Stellvertretender Siridar Caladan und folgte Shaddam IV. ins Exil nach Salusa Secundus.

### Das Haus Harkonnen

Greif-Wappen der Harkonnen

Banner der Harkonnen

In der deutschen Übersetzung (Ronald M. Hahn) von Frank Herberts Heretics of Dune (Die Ketzer des Wüstenplaneten) wurde das Wappentier der Harkonnen; ein Greif (engl. Griffin), fälschlicherweise mit Falke übersetzt. Auch werden sie in der deutschen Übersetzung Harkonnens und ihre Heimatwelt Giedi Primus anstatt Giedi Prime geschrieben.

#### Xavier Harkonnen
223-164 vor Gründung der Raumgilde, Mann von Octa Butler, Vater von Roella, Omilia und Wandra (Butler).
Die Eltern von Xavier Harkonnen (Ulf und Katarina Harkonnen) und sein älterer Bruder sind bei einem Cymek-Angriff während der Inspektion ihres Familienanwesens auf Hagal getötet worden.
Xavier Harkonnen ist der Urvater des Hauses Harkonnen. Durch den Tod seines Sohnes Manion des Unschuldigen, der von Erasmus, dem unabhängigen Roboter aus dem vierten Stock seiner Villa auf der alten Erde geworfen wurde, wurde Butlers Djihad ausgelöst. Im Verlauf des Djihad wurde Xavier in den Rang eines Primero, etwa vergleichbar mit einem General befördert, und zeichnete sich in vielen Schlachten gegen die Denkmaschinen unter der Führung von Omnius aus. Xavier wurde bei einem Besuch auf Tlulax auf unmenschliche Verbrechen des „Großen Patriarchen“ Iblis Ginjo aufmerksam gemacht, die im Namen des Djihad begangen wurden und vor der Öffentlichkeit geheim gehalten wurden. Der ehemalige Trustee hatte mehrere friedliche unverbündete Planeten gemeinsam mit den Tlulaxa überfallen, nahezu alle einheimischen Menschen verschleppt, um sie auf Tlulax, als lebende Reservelager für Organe und Extremitäten auszuschlachten. Die Liga benötigte laufend neue Organe und andere Körperteile als Ersatz für die Djihadis. Dieser Lieferumfang überstieg allerdings die Kapazitäten der Tlulaxa-Organfarmen, in denen Organe gezüchtet werden konnten, woraufhin dieses schreckliche Verbrechen geplant und durchgeführt wurde. Daraufhin beschloss Xavier, sich und Iblis Ginjo, der diese Verbrechen beging, zu töten. Aufgrund der Tatsache, dass die Verbrechen des ersten „Großen Patriarchen“ auch weiterhin geheim gehalten wurden, galt Xavier seitdem als Feigling und Verräter. Kurz vor seinem Suizid konnte er allerdings noch seinem engsten Freund Vorian Atreides eine Botschaft zukommen lassen, in der er ihm die grausamen Verbrechen schilderte und hoffte, seinem Freund die Gründe für seine Tat erkennbar zu machen. Vorian erkannte die Zusammenhänge, verzichtete jedoch vorläufig darauf, den Namen seines Freundes reinzuwaschen, um den Djihad nicht ins Stocken zu bringen und somit den Zerfall der „Liga der Edlen“ auszulösen. Durch den „Verrat“ Abulurds d. Ä. verzichtete Vorian völlig auf die Rehabilitation Xaviers, was den Ruf der Harkonnen als Verräter und „böse“ Familie schuf.

#### Abulurd Harkonnen (d. Ä.)
Abulurd Harkonnen (geboren als Abulurd Butler 126 vor Gründung der Raumgilde) war der Sohn von Wandra Butler-Harkonnen und Quentin Vigar (Butler). Nachdem Abulurds Mutter nach seiner Geburt in ein Wachkoma gefallen war, konnte sein Vater, der Kriegsheld Quentin Butler, ihn nicht akzeptieren. Abulurd wurde nur durch den Schutz von Vorian Atreides zum Offizier der Armee des Djihad befördert. Es war auch Vorian, der ihm die Wahrheit über seinen Großvater Xavier erzählt hat und ihn dazu ermutigt hat, sich zum Namen Xaviers zu bekennen. Bei der Schlacht von Corrin schaltete Abulurd die Waffensysteme der Liga-Raumschiffe ab, um die Leben der Menschen auf der Brücke der Hrethgir zu retten. Nur die Erfahrung Vorians konnte die Situation noch retten. In der Folge wurde Abulurd wegen Feigheit verbannt und ließ sich auf Lankiveil nieder, wo er zum Ahnherrn des Hauses Harkonnen wurde. Da es Abulurd war, der sich menschlich verhielt, und Vorian Atreides als unmenschlich und abgebrüht dargestellt wird, sind es die Harkonnens, die sich zuerst ungerecht behandelt fühlen und dann nach Rache an den Atreiden streben.
Sein älterer Bruder Faykan nahm nach der Schlacht von Corrin den Namen Corrino an und wurde zum Ahnherrn der Corrino. Beide sind somit auch Vorfahren von Paul Atreides.

#### Abulurd Harkonnen (d. J.)
Abulurd Harkonnen war der jüngste Sohn von Dimitri Harkonnen und sein erklärter Liebling. Im Gegensatz zum Rest seiner Familie war er ein sanfter und freundlicher sowie gerechter Mensch. Wie auch sein Vater zeigte er sich gewillt, die Fehde mit den Atreides ruhen zu lassen und führte keinerlei Aktionen gegen sie durch.
Nach dem Tod seines Vaters wurde Abulurd auf dessen Wunsch hin von Elrood IX. zum Gouverneur von Arrakis ernannt. Sieben Jahre später wurde er wegen seiner Unfähigkeit abgesetzt und nach Lankiveil ins Exil geschickt. Jahre später legt er seinen Familiennamen nieder, damit sein jüngster Sohn Feyd-Rautha Rabban nicht den Makel des Harkonnen Namens erhielt. Sein Demibruder Wladimir adoptierte daraufhin den Jungen, der von da an Feyd-Rautha Harkonnen hieß, und ließ ihn von Glossu Rabban, dem ältesten Sohn von Abulurd entführen. Abulurd zog sich daraufhin als gebrochener Mann in ein Kloster zurück. In seinem Bestreben den Schaden wieder gut zu machen, den die Bewohner von Lankiveil durch die Harkonnen erlitten hatten, plünderte er später ein illegales Spice-Vorratslager und verteilte den Verkaufsgewinn unter der Bevölkerung. Als sein Sohn Glossu Rabban davon erfuhr, wurde er von diesem erwürgt.

#### Wladimir Harkonnen
Obwohl Wladimir Harkonnen (10110 bis 10193) allgemein unter dem Namen Baron Harkonnen bekannt war, lautete sein offizieller Titel Siridar-Baron. Er war der direkte Nachfahre des Bashar Abulurd (d. Ä.) Harkonnen, der nach der Schlacht von Corrin als Feigling in die Geschichte einging. Obwohl er eigentlich homosexuell veranlagt war, zwangen ihn die Bene-Gesserit, eine Tochter für ihr Zuchtprogramm zu zeugen. So wurde Wladimir Harkonnen leiblicher Vater von Lady Jessica und damit Großvater des Fremenanführers Paul Atreides.
Die Auftragszeugung vollzog der Baron durch die brutale Vergewaltigung der ehrwürdigen Mutter Gaius Helen Mohiam. Sie infizierte ihn dabei allerdings mit einem genetischen Virus, der seinen athletisch-muskulösen Körper zu grotesker Fettleibigkeit verunstaltete. Letztendlich war er nur noch mit Hilfe eines Suspensorgürtels, der mit Kraftfeldern sein Körpergewicht verringerte, in der Lage, sich normal zu bewegen. Fast ein Geschenk, behauptet der Baron im Roman Der Gottkaiser des Wüstenplaneten doch, dass es ihn stets erregt habe, wenn er auf andere Menschen abscheulich und abstoßend wirkte. Der Siridar-Baron starb während der Revolte auf Arrakis, vergiftet von seiner Enkelin Alia mittels eines „Gom Jabbar“.
Im 3. Band nimmt er, als ihr Großvater und damit Teil ihrer weitreichenden Erinnerungen, Einfluss auf Persönlichkeit und Verhalten Alia Atreides. Sie begeht deshalb am Ende Selbstmord und vernichtet damit auch ihn. Im 7. Band kehrt er nochmals als Ghola zurück. Ironischerweise übernimmt diesmal Alia seine Gedanken und treibt ihn in den Wahnsinn.

#### Feyd-Rautha Harkonnen
Feyd-Rautha Harkonnen (geboren als Feyd-Rautha Rabban) war der jüngste Sohn von Abulurd (d. J.) Harkonnen und wurde von seinem Onkel Wladimir Harkonnen adoptiert. Als sein Onkel bei der Revolte auf Arrakis ermordet wird, gingen seine Titel auf ihn über. Er forderte Paul Muad’Dib zu einem Messerduell, in dessen Verlauf er getötet wurde.
Feyd galt von allen noch lebenden Harkonnen als der hübscheste. Sein gutes Aussehen verschaffte ihm sogar eine Affäre mit Prinzessin Irulan, der Tochter des Imperators Shaddam. Feyds Charakter war allerdings feige und hinterlistig. Vor dem Gedanken, seinen Onkel oder seinen Bruder zu verraten, schreckte er keine Sekunde zurück. Der Siridar-Baron wusste darum und nannte Feyd meist einen „prächtigen Jungen“ oder „Prachtsburschen“.
Feyd trainierte den Nahkampf meist mit Bediensteten des Barons. Er genoss es zudem, Sklaven auf grauenhafte Art und Weise in Arenaschaukämpfen umzubringen. Das festigte seinen in allen Gesellschaftskreisen verbreiteten Ruf als übler Sadist.
Er war ein ebenfalls fehlgeschlagener Versuch des Kwisatz-Haderach-Zuchtprogramms der Bene Gesserit. Er hatte mit Margot Fenring eine Tochter namens Marie.

#### Glossu Rabban – „Die Bestie von Lankiveil“
Glossu Rabban (10132–10193), Graf von Lankiveil, war der älteste Sohn von Abulurd (d. J.) Harkonnen und der Neffe von Wladimir Harkonnen. Er ließ seinen Großvater, den Bürgermeister eines kleinen Bergortes, in einen Abgrund werfen, weil er nach einer Lawinenkatastrophe um zeitweilige Steuerbefreiung bat. Nachdem sein Vater auf Lankiveil ein illegales Melange-Lager der Harkonnen ausgeräumt und den Verkaufserlös an das Volk verteilt hatte, erwürgte ihn Glossu eigenhändig. Seither nannte er sich stolz „Die Bestie von Lankiveil“. Als Gouverneur von Arrakis unterdrückte er die Fremen brutal. Im Gesamtplan seines Onkels war er allerdings nur eine nützliche Spielfigur. Wenn Rabban das Volk lang genug tyrannisiert hätte, plante der Baron, ihn gegen Feyd-Rautha auszutauschen. Von den geknechteten Menschen wäre der als Befreier begrüßt worden. Rabban „die Bestie“ wurde während der Revolte auf Arrakis von Sardaukar getötet und enthauptet. Der Kopf wurde vom Imperator an Baron Wladimir Harkonnen geschickt, mit der Warnung, nicht erneut zu versagen.

### Das Haus Vernius

Doppelhelix-Wappen der Vernius

Das Haus Vernius ist in den Frühen Chroniken das Herrscherhaus des Maschinenplaneten Ix.

#### Graf Dominik Vernius
Graf Dominik war das Oberhaupt des Hauses Vernius. Während der Ecazi-Revolte kämpfte er Seite an Seite mit Herzog Paulus Atreides für den Padischah-Imperator Elrood IX. und wurde seitdem als Kriegsheld gefeiert. Er zog sich jedoch den Zorn des Imperators zu, als er dessen Lieblingskonkubine Shando heiratete und sie als Gräfin Vernius auf seinen Heimatplaneten Ix brachte.
Viele Jahre später bekam er die Rache Elroods zu spüren. Als dieser eine geeignete Produktionsstätte für die Herstellung eines synthetischen Spice-Ersatzes benötigte, unterstützte er die Bene Tleilax bei der Übernahme von Ix mit seinen Sardaukar-Truppen und Dominik Vernius wurde zum Renegaten.
Als Graf Vernius erfuhr, dass seine geliebte Frau von den Sardaukar ermordet wurde, schwor er den Corrinos ewige Feindschaft. Selbst nach Elroods Tod und der Thronbesteigung von Shaddam IV. hörte Dominik Vernius nicht auf, den Imperator durch Sabotageakte und bösartige Streiche der Lächerlichkeit preiszugeben.
Schließlich wurde er auf Arrakis an Hasimir Fenring verraten. Als Dominik außerdem herausfand, dass die Corrinos nicht nur am Tod seiner Frau, sondern auch am Untergang seiner Heimatwelt die Schuld trugen, beschloss er einen massiven Nuklearangriff gegen die imperiale Hauptwelt Kaitain zu unternehmen.
Als er sein Versteck auf Arrakis aufsuchte, um sein Atomwaffen-Arsenal einzuladen, wurden er und seine Männer von den Sardaukar überrascht. Dominik Vernius beging Selbstmord, indem er einen der Nuklearsprengsätze zündete und damit eine ganze Legion der imperialen Elitetruppen mit in den Tod riss.

#### Shando Vernius (geb. Balut)
Shando war einst die Konkubine von Imperator Elrood IX. und gebar ihm einen Sohn. Nachdem sie aus Elroods Diensten entlassen worden war, heiratete sie ihren heimlichen Geliebten, Graf Dominik Vernius. Nach dem Fall von Ix flohen Shando, Dominik und die Kinder getrennt. Shando wurde bereits nach kurzer Zeit von den Sardaukar aufgespürt und hingerichtet.

#### Rhombur Vernius
Prinz Rhombur ist der einzige Sohn von Dominic und Shando Vernius und sein designierter Nachfolger.
Nach dem Verlust von Ix geht er mit seiner Schwester Kailea nach Caladan ins Exil, wo ihm zunächst von Paulus Atreides Asyl gewährt wird. Bei einem Attentat seiner Schwester Kailea, die aber weder die Anwesenheit von Rhombur, noch von Letos Sohn Viktor eingeplant hatte, wurde Rhomburs Unterkörper abgetrennt und seine Arme zerstört, doch Leto bezahlte seine Wiederherstellung als Cyborg. Obwohl Rhombur in seinem inneren noch ein Mensch blieb, war er äußerlich fast vollständig eine Maschine. Dies verstieß jedoch nicht gegen das Verbot von Denkmaschinen, da Rhomburs Gehirn menschlich war und blieb. Rhombur wird bei einem Attentat, dass einer anderen Adligen galt, getötet, als er von als Waffe genutzten, komprimierten Schallwellen zerquetscht wird. Obwohl er den Sitz auf Ix durch Letos Hilfe und durch Unterstützung der Raumgilde zurückerobern konnte, wurde er Zug um Zug von einem Konsortium industrieller Technokraten entmachtet und war letztlich nur noch eine Galionsfigur.

#### Kailea Vernius
Die Tochter von Dominik und Shando wächst zusammen mit den Eltern und Rhombur auf Ix auf. Nach der Eroberung von Ix durch die Sardaukar und Bene Tleilax flieht sie zusammen mit Rhombur nach Caladan. Dort wird sie die Konkubine von Leto Atreides und bringt seinen Sohn Viktor zur Welt. Ein Versuch durch ein Attentat auf Leto als Mutter des (zu dieser Zeit) einzigen Thronfolgers selbst zur Regentin zu werden schlägt fehl. Stattdessen stirbt ihr Sohn Viktor. Aus Verdruss suizidiert sich Kailea durch einen Sprung aus dem Fenster ihrer Gemächer in Schloss Caladan.

## Zensunni/Zenschiiten/Fremen

### Chani
Chani ist die offizielle Konkubine von Paul Atreides in Der Wüstenplanet und Der Herr des Wüstenplaneten. Die Tochter des imperialen Planetologen Liet Kynes trifft Paul bei der Flucht in die Wüste. Sie wird Trägerin seiner Wasserringe und bringt seinen ersten Sohn zur Welt, der beim Angriff der Sardaukar stirbt. Paul heiratet aus politischen Gründen die Tochter des Imperators, macht Chani aber zur Mutter seiner Kinder. Da ihr Prinzessin Irulan lange Zeit empfängnisverhütende Mittel ins Essen gemischt hatte, stirbt sie, am Ende des 2. Bandes, bei der Geburt der Zwillinge Leto II. und Ghanima an einem Blutsturz.

### Selim Wurmreiter
Verstoßenes Mitglied eines Zensunni-Stammes auf Arrakis in den Legenden. Das Waisenkind Selim musste durch einen Kuhhandel die Schuld für einen Wasserdiebstahl auf sich nehmen und wurde dafür in die Wüste geschickt. Der wahre Dieb war der Sohn eines einflussreichen Stammesmitgliedes, und dieser wollte seinen Sohn so vor dieser Strafe bewahren. Er starb jedoch nicht, sondern fand eine verlassene Forschungsstation in der sich große Wasser- und Nahrungsvorräte befanden. Nach und nach perfektionierte er das Leben in der Wüste. Bei dem Angriff eines Wurmes kletterte er in Panik auf dessen Rücken und erfand so, mehr aus Versehen, das Reiten auf Sandwürmern. Im Laufe der Jahre sammelte er andere Menschen um sich und begründete seinen eigenen Stamm aus Verstoßenen und Flüchtlingen. Dann fing er mit seinen Anhängern an, die Gewürz-Ernte zum Zweck des Verkaufes an Fremdweltler zu sabotieren. Dadurch zog er sich auch die unerbittliche Feindschaft des alten Führers seines ehemaligen Stammes zu, dem er nie die Verbannung vergab. Er tötete sich und diesen Erzfeind, Naib Dharta, durch Herbeirufen eines Wurmes, der beide auffraß.

### Hedley Tuek
Hedley Tuek spielt im 5. Band eine wichtige Rolle. Tuek ist Hohepriester der Religion des Geteilten Gottes auf dem Wüstenplaneten Rakis. Unter seiner Ägide wurde Sheeana entdeckt und gefördert. Etwa in der Mitte des Bandes wird er durch einen Gestaltwandler der neuen Generation ersetzt. An ihm zeigt sich erstmals die Hybris die aus den Versuchen der Tleilaxu entspringt, immer perfektere Gestaltwandler zu produzieren. Der Pseudo-Tuek ist so gut geraten, dass er die Persönlichkeit des Ersetzten perfekt übernimmt und schließlich völlig unkontrollierbar für seine vormaligen Tleilaxu-Meister wird. Tuek stirbt, als die Geehrten Matres den Wüstenplaneten zu Schlacke verbrennen.

### Ishmael
Ehemaliger Zensunni-Sklave von Harmonthep, der auf Proritin gefangengehalten wurde und mit dem ersten, von Norma Cenva konstruierten Faltraumschiff und vielen anderen Zensunni während des zweiten, von Aliid verursachten Aufstands von dort floh, weil die Zensunni kein Blut vergießen wollten. Sie zwangen Tuk Keedair, einen der Teilhaber von Venkee, das Raumschiff zu fliegen. Er landete auf Arrakis, wo er seinen Stamm mit dem von Selim vereinigte und dessen Naib wurde. Er beschloss, dass sich die Zensunni auf Arrakis in Zukunft Free Men nannten, was im Laufe der Jahrtausende zu Fremen wurde (ebenfalls in den Legenden).

### Stilgar
Stilgar Ben Fifrawi kommt in den ersten drei Romanen des Dune-Zyklus vor. Er ist Naib (Anführer) eines Fremenstammes, der im Sietch Tabr auf dem Planeten Arrakis lebt. Seine Jugend wird in den frühen Chroniken von Brian Herbert und Kevin J. Anderson beleuchtet. Nach seinem Tod kehrt Stilgar als „Ghola“ (geklonter Mensch) im Roman Sandworms of Dune (2007) zurück. Den Namen Stilgar nahm er erst nach einem erfolgreichen Feldzug gegen ein Harkonnen-Dorf an. Vorher wurde er Sahkan oder „Der Wüstenfalke“ genannt.
In jungen Jahren geriet Stilgar mit zwei Freunden, Turok und Ommun, in einen Hinterhalt von Soldaten der Harkonnen. Schwer verletzt rettete ihn Pardot Kynes, der imperiale Planetologe, bei dem er nun in einer „Wasserschuld“ stand. Mit seinen Freunden half er Pardot Kynes heimlich bei der Umgestaltung von Arrakis in eine neue Welt. Nach Kynes’ Tod wurde er väterlicher Freund seines Sohns Liet Kynes, mit dem er die Mission der Planetenumgestaltung weiterführte.
In Der Wüstenplanet finden Lady Jessica und Paul Atreides (Muad’Dib) Zuflucht in Stilgars Sietch. Wie viele andere glaubt auch er, dass Paul der lang erwartete Messias, der Lisan al-Gaib, sei. Er überließ ihm die Führung seines Stammes, wurde jedoch wieder Naib, nachdem Paul-Muad’Dib zum Führer aller Fremen aufgestiegen war. Er und Gurney Halleck waren Pauls treueste Anhänger und Freunde. Nach der erfolgreichen Revolte gegen die Harkonnen und den Imperator wurde Stilgar von Paul als Gouverneur von Arrakis eingesetzt.
Nach Pauls Verschwinden im zweiten Wünstenplaneten-Roman, Der Herr des Wüstenplaneten, und im dritten, Die Kinder des Wüstenplaneten, kümmerte er sich aufopferungsvoll um Pauls Kinder Leto II. und Ghanima. Auf Befehl von Pauls Schwester Alia tötete Stilgar die Verschwörer Gaius Helen Mohiam und den Gildennavigator Edric. Im Band Die Kinder des Wüstenplaneten unterstützt er schließlich Ghanima und Prinzessin Irulan bei der Flucht vor der tyrannischen Alia.
Stilgar wird in den letzten beiden Bänden geklont, da Duncan Idaho davon ausgeht, ihn im Kampf gegen die Maschinen zu benötigen. Dies erweist sich zwar als unnötig, Stilgar macht sich jedoch, zusammen mit dem Klon von Liet-Kynes, als Helfer auf einem Planeten nützlich, der durch die Anwesenheit dort ausgesetzter Sandwürmer zu einem Abbild von Arrakis zu werden droht, indem er hilft das Vorrücken der Wüste zu verlangsamen und der dortigen Bevölkerung zeigt, wie sie sich an ein Leben in der Wüste anpassen können.

### Bel Moulay
Zenschiite, wahrscheinlich von IV Anbus. Er war Sklave von Tio Holtzman auf Poritrin und initiierte einen Aufstand, bei dem er und seine Anhänger, sowohl Zensunni als auch Zenschiiten, sich mehrere Wochen in Teilen von Starda, der Hauptstadt Poritrins, verschanzen konnten und auch einige Aristokraten als Geiseln nahmen. Zu ihrem Pech gerieten gerade zu dieser Zeit die Holtzman-Schilde zur Serienreife und so konnten sich Lord Niko Bludds Dragonerwachen daran machen, den Aufstand niederzuschlagen, ohne selber in Gefahr zu geraten. Bel Moulay wurde auf grausame Art und Weise gefoltert und hingerichtet, ihm wurden die Zähne mit einem Hammer eingeschlagen, die Zunge herausgeschnitten, die Hände abgehackt, die Augen ausgebrannt und schließlich wurde er an einer Drahtschlinge erhängt. Alle am Aufstand beteiligten Sklaven mussten der Hinrichtung beiwohnen, wurden aber „begnadigt“. Mit dieser unmenschlichen Strafe wollte Bludd erreichen, dass die Sklaven sich niemals wieder auflehnten. Erst Aliid wagte nach 20 Jahren wieder einen Aufstand.

### Aliid
Ebenfalls Zenschiite von IV Anbus, war als kleiner Junge bei Bel Moulays Hinrichtung anwesend. Seitdem hasste er seine Unterdrücker glühend. Am 27. Jahrestag von Moulays Hinrichtung initiierte er einen erneuten, wesentlich heftigeren Aufstand der Sklaven. Da er sich von Holtzman ungerecht behandelt fühlte, suchte er diesen in seinem Anwesen auf und feuerte mit einer Laserwaffe auf ihn. Da aber Holtzman einen Schild trug, ereignete sich eine Lasgun-Schild-Interaktion, die die Stadt Starda völlig zerstörte und neben Holtzman, Aliid und Lord Bludd mehrere Millionen Menschenleben kostete. Sowohl Aliid als Moulay kommen in den Legenden vor.

### Liet Kynes
Der zweite planetarische Ökologe von Arrakis und kaiserlicher Beamter. Er war der Sohn Pardot Kynes, dem ersten planetarischen Ökologen von Arrakis und der Fremenfrau Mitha. Geboren im Sietch Tabr, aufgewachsen und anerkannt unter Fremen, spielt er daher im Ersten Band eine Schlüsselrolle zwischen Fremen und dem Haus Atreides. Liet Kynes starb bei einer Explosion von Vorgewürzmasse, nachdem er ohne Wasser und Destillanzug von den Harkonnen in der Wüste ausgesetzt wurde.

## Bene Gesserit
Die Bene Gesserit sind eine von Raquella Berto-Anirul gegründete Schwesternschaft, die mit Hilfe von Spice Zugang zu den weitergehenden Erinnerungen ihrer weiblichen Vorfahren gewinnen. Sie können außerdem ihre eigene Persönlichkeit auf eine Mitschwester übertragen, was einer Art mentaler Unsterblichkeit gleichkommt. Der Preis dieser Fähigkeiten ist die Abhängigkeit vom Gewürz. Sie ist bei den Bene Gesserit weniger stark ausgeprägt als bei Navigatoren, die erheblich größere Mengen dauerhaft konsumieren müssen.
Zur Ausbildung der Bene Gesserit gehört neben umfassender Bildung in Kunst, Philosophie, Literatur, Geschichte und Religion auch intensives körperliches Training. Mit meist als Prana-Bindu bezeichneten Methoden erlernen die Schwestern eine totale Körperbeherrschung. Nach dem Überleben des qualvollen Initiationsrituals – der Gewürz-Agonie – sind sie in der Lage, Schmerzen zu ignorieren und können in aussichtsloser Lage durch gewollten Herzstillstand den eigenen Tod sicherstellen. Darüber hinaus beherrschen sie ausgefeilte Nahkampftechniken und hoch wirksame sexuelle Verführungskünste. Training, gesunder Lebenswandel und der andauernde Konsum von Melange lassen Bene-Gesserit-Schwestern sehr alt werden.
Die Organisation der Bene Gesserit weist Züge religiöser Orden wie den Jesuiten oder den Sufis auf und erinnert an verschiedene reale Geheimgesellschaften wie Freimaurer oder Illuminaten. Privatleben und persönliche emotionale Bindung lehnt der Orden ab. Es steht den Schwestern frei, sich erotisch zu vergnügen und Freundschaften zu pflegen. Leidenschaftliche Liebesbeziehungen oder Bindungen zu eigenen Kindern und Angehörigen werden als problematisch betrachtet und weitestgehend verhindert. Die geheimgesellschaftliche Organisationsform und ihre unheimlichen Fähigkeiten wecken bei der normalen Bevölkerung oft Neid und Misstrauen. Häufig werden die Schwestern deshalb als Hexen beschimpft und gefürchtet.
Die Organisation der Schwesternschaft ist teilweise basisdemokratisch (Entscheidungen, deren Tragweite und Verantwortung der jeweiligen Oberin zu groß erscheinen, sowie die Einführung neuer Regeln und die Besetzung des Amtes der Mutter Oberin werden durch Abstimmung aller vollwertigen Mütter geklärt), aber auch streng hierarchisch, man erwartet jedoch von der Oberin, stets im Sinne der Mehrheit zu entscheiden. Geführt von einer gewählten Mutter Oberin leitet ein kleiner Führungszirkel den Orden. Gleichzeitig trägt die Gemeinschaft aber auch stark kommunitaristische Züge. Jedes Mitglied, einschließlich der Führerinnen, ist absolut den Zielen der Schwesternschaft verpflichtet. Ein unabhängiges Gremium, die Prokuratorinnen, kann die Führung jederzeit absetzen, falls es dafür Gründe geben sollte. Dabei muss es sich nicht um konkretes Versagen handeln. Die Führung kann abgesetzt werden, wenn eine Mehrheit der Schwestern den Eindruck bekommt, die führenden Schwestern könnten ihren Aufgaben nicht gewachsen sein. Eine geschriebene Verfassung und formale Demokratie lehnen die Bene Gesserit allerdings ab, sie regieren sich mittels Statuten. Dieses Misstrauen gegenüber der parlamentarischen Demokratie und dem Rechtsstaat ist dem ganzen Dune-Zyklus zu eigen. Sowohl Demokratien als auch Sozialismus oder Faschismus wird eine unaufhaltsame Tendenz zur Bildung allmächtiger Bürokratie unterstellt. Diese Befürchtung erläutert Frank Herbert an einer Vielzahl von Beispielen.
Seit ihrer Gründung auf Rossak haben die Bene Gesserit sich der Analyse genetischer Zusammenhänge zur Entwicklung der Menschheit verschrieben. Mit der Zeit ist daraus das Projekt des Kwisatz Haderach entstanden: Durch gezielte Zuchtwahl arbeiten sie auf eine Art „Übermensch“ hin. Dieser von der Schwesternschaft kontrollierte, männliche Bene Gesserit soll auch die dunkle Seite der weitergehenden Erinnerungen (die Erinnerung an die männlichen Vorfahren) sehen; außerdem würde der Kwisatz Haderach über echte hellseherische Kräfte verfügen. Nach dem Plan von Mutter Anirul sollten Jessica und Leto I. Atreides die Großeltern des Kwisatz Haderach werden. Die Geburt von Paul zerstört diese Pläne. Paul Atreides selbst entpuppt sich als der Kwisatz Haderach. Er wird der Mahdi der Fremen und sie überziehen im Namen seiner Religion das Imperium mit dem Djihad.
Die Bene Gesserit bilden im Verlauf der folgenden Bücher das Gegengewicht zur Vorherrschaft von Paul Atreides und seinen Nachkommen. Sie werden noch stärker zu einer im Hintergrund wirkenden, ausgleichenden politischen Kraft. Gegen Ende der klassischen 6 Bände sind sie zur einzigen verbliebenen Ordnungsmacht im Imperium geworden. Sie stellen sich aktiv gegen die drohende Übernahme der Zivilisation durch die faschistoid-barbarischen Geehrten Matres.
Außerdem bilden die Bene Gesserit Wahrsager (menschliche Lügendetektoren) und die Töchter der Adelshäuser aus und sind stille Teilhaberinnen der MAFEA.

### Jessica
Lady Jessica (10154–10256) ist die Tochter der Bene Gesserit Gaius Helen Mohiam und des Barons Wladimir Harkonnen. Sie wird Konkubine von Herzog Leto Atreides und Mutter von Paul Atreides sowie seiner Schwester Alia Atreides.
Jessica sollte nach den Plänen der Bene Gesserit zur Großmutter des Kwisatz Haderach werden. Um die Ausbildung Jessicas kümmerte sich daher ihre eigene Mutter, die mächtige Ehrwürdige Mutter Mohiam. Jessica wurde als Zwölfjährige Zeugin des Besuches von Herzog Leto in ihrer Schule auf Wallach IX. Letos Freund Prinz Rhombur Vernius wollte sich unter den Bene Gesserit eine Frau aussuchen. Als sie mit 17 Jahren in Schloss Caladan eingeführt wurde, hatte ihr vorherbestimmter Partner mit Kailea Vernius schon eine Partnerin und einen Sohn (Viktor). Nach den tragischen Ereignissen, die von Kailea selbst ausgelöst wurden und die zum Tode Viktors und zum Selbstmord Kaileas führten, war es Jessica, die Leto wieder aufrichtete. Obwohl ihr von den Bene Gesserit nur die Geburt von Mädchen erlaubt war, manipulierte sie, aus Liebe zu Leto, ihren Körper und wurde mit Paul schwanger. Die daraus folgenden Konsequenzen werden in Die Frühen Chroniken 3, Das Haus Corrino erzählt. Jessica hegte früh den Verdacht, dass ihr Sohn etwas Besonderes sei, und unterrichtete ihn in allen Techniken der Bene Gesserit. Bevor die Familie nach Arrakis zog, wurde Paul von den Bene Gesserit auf seine „Menschlichkeit“ (Fähigkeit, Schmerzen zu ertragen) getestet. Auf Arrakis empfing sie von Leto ein zweites Kind, ihre Tochter Alia.
Während des heimtückischen Angriffs der Harkonnen auf das Haus Atreides gelang es ihr, mit Paul zu den Fremen zu fliehen. Sie überlebte den Konsum des „Wasser des Lebens“ (ein Fremenritual), was sie zu einer Ehrwürdigen Mutter der Fremen machte. Nach Pauls Aufstieg zum Imperator kehrte Jessica nach Caladan zurück und ging mit Pauls Segen eine Beziehung zum treuen Atreides-Offizier Gurney Halleck ein. 30 Jahre später besucht sie Dune erneut, um ihren Enkelkindern zu helfen. Ihre von Wladimir Harkonnen besessene Tochter Alia versucht sie daraufhin zu ermorden. Lady Jessica flüchtet nach Salusa Secundus, wo sie den zukünftigen Ehemann ihrer Enkelin Ghanima Farad’n Corrino alias Harq al-Ada nach Art der Bene Gesserit ausbildet.

### Lucilla
Lucilla spielt im 5. und 6. Band eine wesentliche Rolle. Lucilla ist eine „Prägerin“ der Bene Gesserit. Sie bildet auf Gammu den Duncan Idaho Ghola aus und soll ihn sexuell prägen, sprich, dem Einfluss der Schwesternschaft gefügig machen. Bevor ihr das gelingt stellt Miles Teg die Originalpersönlichkeit des Ghola wieder her. Dieser wehrt daraufhin die Prägung ab.
Im Folgeband wird Lucilla Leiterin des Bene Gesserit Ausbildungsplaneten Lampadas. Nach dem vernichtenden Angriff der Geehrten Matres auf Lampadas gelingt ihr mit den gesammelten Erinnerungen der „Millionen von Lampadas“ die Flucht. Sie strandet auf Gammu und ist nun auf die Hilfe des Rabbi und seiner jüdischen Gemeinschaft angewiesen. Da sie als Person den Planeten nicht mehr verlassen kann überträgt sie die Millionen von Lampadas auf das Bewusstsein von Rebecca, einer „wilden“ Ehrwürdigen Mutter der Juden. Lucilla stirbt in Händen der Geehrten Matres, aber Rebecca erreicht mit den Lampadas-Erinnerungen den Ordensburgplaneten.

### Raquella Berto-Anirul
Die Ärztin Raquella Berto-Anirul ist eine Enkelin von Vorian Atreides. Sie widmet sich mit ihrem Partner Mohandas Suk der Bekämpfung der tödlichen Seuche. Als sie auf Rossak selbst an der Seuche erkrankt und durch Einnahme eines auf Rossak vorkommenden Heilwassers, das sie befähigt, jede einzelne Zelle ihres Körpers zu manipulieren, das DNA-Virus besiegen kann, wird sie zur ersten Ehrwürdigen Mutter, die in der Lage ist, den eigenen Körper zu manipulieren. Zusammen mit einigen Zauberinnen von Rossak gründet sie darauf die Bene Gesserit.

### Schwangyu
Schwangyu spielt im 5. Band eine tragende Rolle. Schwangyu ist Kommandantin der Bene Gesserit Festung auf Gammu. Unter ihrer Obhut wird der modifizierte Duncan Idaho Ghola aufgezogen. Sie repräsentiert die Opposition innerhalb der Schwesternschaft. Schwangyu tut alles um den Ghola zu schwächen und lässt sich schließlich sogar von den Tleilaxu korrumpieren. Sie stirbt bei einem Großangriff der Gestaltwandler auf ihre Festung.

### Gaius Helen Mohiam
Die ehrwürdige Mutter Gaius Helen Mohiam ist die Mutter von Jessica und die imperiale Wahrsagerin in Der Wüstenplanet Band 1. Zu Beginn des ersten Bandes testet sie Paul Atreides auf seine Menschlichkeit. In Der Herr des Wüstenplaneten ist die ehrwürdige Mutter Mohiam in die Verschwörung gegen ihren Enkel, den Imperator Paul Atreides, verstrickt. Nach der Aufdeckung der Verschwörung wird Mohiam hingerichtet.
Mohiam ist auch eine der zentralen Figuren in den frühen Chroniken.
Dort bringt sie den Baron Harkonnen zweimal dazu, mit ihr zu schlafen. Sie infiziert ihn beim zweiten Mal, als Baron Harkonnen sie brutal vergewaltigt, mit der Krankheit, die seine Fettleibigkeit hervorruft. Außerdem tötet sie nach einer verstörenden Vision die erste Tochter des Barons und übernimmt dann die Erziehung Jessicas. Trotz oder wegen dieser intimen Verstrickungen betitelt der Siridar-Baron sie meist obszön als „alte verschrumpelte Hexe“. Mohiam verschwieg ihm im Gegenzug stets, dass Jessica seine eigene Tochter war.

### Alma Mavis Taraza
Taraza ist die Mutter Oberin in Die Ketzer des Wüstenplaneten und Mentorin von Odrade. Taraza stirbt bei einem Tleilaxu-Angriff auf Arrakis. Sie rettet so Sheeana und Odrade das Leben. Ihre Originalerinnerungen gehen auf Odrade über.
Sie ist die Erste, die mit der Bedrohung durch die Geehrten Matres umgehen muss. Sie entwickelt den Duncan-Sheeana-Plan, der von Teilen der Schwesternschaft aufgrund seiner Risiken äußerst kritisch gesehen wird und eine Opposition innerhalb der Bene Gesserit erzeugt.

### Darwi Odrade
Odrade ist die Tochter von Miles Teg und eine entfernte Nachfahrin der Atreides in Die Ordensburg des Wüstenplaneten. Nach dem Tod von Taraza wird sie, durch Übernahme ihrer Erinnerungen, zur Oberin der Bene Gesserit. Sie stirbt bei der Schlacht um Gammu auf Kreuzweg, als sie mit den ‚Geehrten Matres’ verhandelt. Ihre Erinnerungen teilt sie zuvor mit Murbella und Sheeana. Murbella ist bei Odrades Tod anwesend. Sie übernimmt ihre aktuellsten Erinnerungen und wird ihrerseits zur neuen Mutter Oberin.

### Dortujla
Dortujla spielt im 6. Band eine wichtige Rolle. Die Ehrwürdige Mutter der Bene Gesserit wurde wegen des „Jessica-Versagens“ (partnerschaftliche Verliebtheit) auf den Planeten Buzzell strafversetzt. Dort kontaktieren sie eine Gruppe Futar mit ihren Bändigern und überbringen ein Kooperationsangebot an die Schwestern. Nachdem sie diese Nachricht an die Ordensburg übermittelt hat, wird sie von Odrade zur Obersten Geehrten Mater nach Kreuzweg geschickt. Sie überbringt den Vorschlag zu einem Treffen und das Kapitulationsangebot der Schwesternschaft.

### Sheeana
Sheeana spielt im 5. und 6. Band eine tragende Rolle. Sheeana ist ein einfaches Mädchen auf Rakis, dem Wüstenplaneten. Ihr Heimatdorf wurde von einem Sandwurm vernichtet, sie selbst jedoch verschont. Auf dem Wurm reitet sie nach Keen. Dort wird sie von den Priestern des zerlegten Gottes verehrt, kann sie doch offenbar mit den Würmern kommunizieren und ihnen befehlen. Darwi Odrade bildet sie zu einer Ehrwürdigen Mutter aus. Später obliegt ihr das Projekt der Umwandlung der Ordensburg in einen neuen Wüstenplaneten. Sheeana gibt dem Ghola Miles Teg seine ursprünglichen Erinnerungen zurück. Am Ende des 6. Bandes geht sie mit einigen anderen Ehrwürdigen Müttern, Miles Teg, Duncan Idaho und dem gesamten Wissen der Mutter Oberin Odrade in die Diaspora. An Bord ihres Nicht-Schiffes befinden sich auch einige Sandwürmer.

### Murbella
Murbella ist eine Adeptin des Hormu-Orden der Geehrten Matres. Sie wurde auf Gammu gefangen, als sie versuchte, Duncan Idaho zu zeichnen (sexuell abhängig zu machen), und wird dabei selbst von ihm gezeichnet. Anschließend wird sie von den Bene Gesserit auf der Ordensburg gefangen gehalten. Nach ihrer Weihe zur Bene Gesserit (Überleben der Agonie) spielt sie in der Schlacht um Gammu die tragende Rolle. Nachdem Odrade getötet worden ist, übernimmt sie ihre Erinnerungen und damit die Leitung der Schwesternschaft. Da sie zuvor im Zweikampf die Große Geehrten Mater getötet hat, ist sie gleichzeitig die neue Führerin der Geehrten Matres.
Auf Der Ordensburg versucht sie anschließend eine hybride Mischung dieser beiden Frauenorden zu etablieren.

### Bellonda
Bellonda ist eine (übergewichtige) Bene Gesserit, Mentatin und Archivarin in der zweiten Trilogie. Sie opponiert stark gegen Taraza und Odrade, steht aber loyal zur Schwesternschaft.

### Offiziere der Bene Gesserit
Die Bene Gesserit haben erst ab dem fünften Band: Die Ketzer des Wüstenplaneten eine eigene Armee.

#### Miles Teg
Miles Teg entstammt den entfernten Nachkommen der Atreides-Familie. Er ist der bedeutendste Feldherr im Dienste der Bene Gesserit in Die Ketzer des Wüstenplaneten und Die Ordensburg des Wüstenplaneten. Er hat viele Schlachten für die Bene Gesserit geschlagen, sieht sich selbst aber eher als Diplomat, denn als Feldherr. Herbert hebt besonders seine Führungsqualitäten und hervorragende Menschenkenntnis hervor. Tegs Ideal ist es, eine Schlacht, und damit den Verlust von Menschenleben und Ressourcen, zu vermeiden. Dabei ist er stets um Schonung des Lebens, auch der gegnerischen Truppen, bemüht. Diese Strategie führt zu legendären Erfolgen und zu fast ehrfürchtigem Respekt. Er bildet den Duncan Idaho-Ghola im 5. Band aus und erweckt dessen originale Erinnerungen. In Band 5, während eines Verhörs mit einer T-Sonde durch Lakaien der Geehrten Matres, werden in ihm übermenschliche Fähigkeiten freigesetzt. Er vermag die unsichtbaren Nicht-Schiffe wahrzunehmen und kann für einige Minuten in die Zukunft sehen. Er ist zudem fähig, sich rasend schnell zu bewegen während seine Umgebung in normaler Geschwindigkeit verharrt. Der Einsatz dieser Fähigkeit lässt ihn ausgehungert und erschöpft zurück. Diese Talente sind denen, die Herbert dem Gottkaiser Leto II zugeschrieben hat, ähnlich, ein guter Grund für Teg sie geheim zu halten. Er befürchtet von den Bene Gesserit liquidiert zu werden, die alles tun würden, um einen neuen Tyrannen zu verhindern. Er stirbt am Ende des 5. Bandes als die Geehrten Matres den Wüstenplanet vernichten und kommt im 6. Band als Ghola-Kind wieder. Seine eigene Tochter Odrade bildet ihn aus. Am Ende des 6. Bandes erwecken die Bene Gesserit seine originalen Erinnerungen und setzen ihn wieder als ihren Bashar ein. Er leitet die Schlacht um Gammu, der Angriff auf die Zentrale Festung der Geehrten Matres. Am Ende der klassischen Serie gehört er zur Besatzung des Nicht-Schiffs, die, mit Duncan Idaho, aus dem Dune-Imperium in nicht kartografierte Regionen des Weltraums flieht.

#### Patrin
Patrin ist ein Charakter im Romanzyklus um den Wüstenplaneten, von Frank Herbert. Er spielt im 5. Band eine wesentliche Rolle. Patrin ist Freund und persönlicher Adjutant des Bashars Miles Teg. Er wurde auf Gammu geboren. Dort hatte er in seiner Jugend die Nicht-Kugel der Harkonnen entdeckt in der Miles Teg, der Idaho Ghola und Lucilla Zuflucht finden. Bei der Deckung ihrer Flucht opfert Patrin sein Leben.

#### Burzmali
Burzmali spielt im 5. und 6. Band eine Rolle. Burzmali ist Oberster Bashar und der Nachfolger von Miles Teg in den Streitkräften der Bene Gesserit. Er war dessen Lieblingsschüler und ist mit den Gedankengängen Miles Tegs bestens vertraut. Nach der Flucht aus der Festung auf Gammu entdeckt er schließlich die versteckte Nicht-Kugel und organisiert die weitere Flucht. Im 6. Band kommandiert er die Bene-Gesserit-Truppen bei der Schlacht um Lampadas, bei der er umkommt.

## Bene Tleilax
Die Bene Tleilax oder Tleilaxu sind Meister der Manipulation des menschlichen Erbguts. Sie liefern menschliche Ersatzteile, Organe und Medikamente aller Art. Sie klonen, je nach Bedarf, Menschen mit spezifischen Eigenschaften, von Liebessklaven über Mentaten bis hin zu Attentätern. Im Interesse ihrer politischen Ziele erzeugen sie Gestaltwandler, die kaum noch von anderen erkannt werden können. Der tausendfach reproduzierte Duncan Idaho ist ihr steter Beweis, aus den Zellen eines Toten nicht nur einen Ghola, sondern einen vollwertigen Menschen mit all seinen Originalerinnerungen erschaffen zu können. Dieses Wissen nutzen die Bene Tleilax, um ihrer Führungsriege partielle Unsterblichkeit zu verleihen. Wie die Bene Gesserit haben sie so einen Weg gefunden, Wissen und Erfahrung mehrerer Menschenleben in einer Person zu konzentrieren.
Wegen genozidartiger Verbrechen während Butlers Djihad (sie schlachteten gefangene Sklaven und Bürger der Liga für Organ-Lieferungen massenhaft aus) führen sie das Leben von Ausgestoßenen. Sie haben keinen Sitz im Landsraad und keine Adelstitel.
Sie sind stark hierarchisch und arbeitsteilig organisiert. Geführt werden sie von einer kleinen Gruppe von „Masheikh“ genannten Meistern, die in der Tleilaxu-Hauptstadt Bandalong residiert. Darunter steht eine „Domel“ genannte Arbeiterschicht und die Gruppe der rein auf Funktionalität gezüchteten „Gestaltwandler“ (im Original „Facedancer“).
Die Tleilaxu sind streng religiöse Anhänger einer geheimen Zensunni-Lehre; eine Mischung aus Zen-Buddhismus und sunnitischem Sufismus. Sie glauben, dass sie und nur sie Gottes erwähltes Volk seien und bezeichnen ihren Machtbereich als Yaghist, das Land derer, die niemand beherrscht. Die religiöse Praxis der Tleilaxu ist von strengen Tabus und geheimen Riten geprägt. Sie verfügen über eine geheime, „Islamiyat“ genannte Sprache, die nicht vor Ungläubigen gesprochen werden darf, und nur den Meistern vorbehalten ist. Nach jedem Kontakt mit den „Powindah“ müssen sich selbst die Tleilaxu-Meister einem Reinigungsritual unterziehen, bevor sie wieder am „Kehl“, den Versammlungen der Masheikh, teilnehmen dürfen.
Die anderen Völker des Imperiums halten die Bene Tleilax allerdings für amoralisch und verkommen. Mit diesem Ruf tarnen sie ihre tiefe Gläubigkeit vor den „Powindah“ („Ungläubigen“), die es zu bekehren oder zu vernichten gilt.
Neben ihrer Religiosität hat die Tleilaxugesellschaft zwei weitere Geheimnisse, das um ihre Frauen (in der Öffentlichkeit gibt es sie nicht) und das der Axolotl-Tanks, jene biotechnischen Apparaturen, in denen ihre fortgeschrittene Gentechnologie produziert wird. Wie beides miteinander zusammenhängt und die Frauen in ebendiese Tanks umgewandelt werden, wird erst in den letzten Bänden von Dune öffentlich.
Das Erscheinungsbild der Tleilaxu-Meister unterscheidet sich von der Mehrzahl anderer Menschen. Sie sind klein, haben spitze Zähne und eine undefinierbare metallisch-graue Haut, die sie vor jedweder Scannertechnologie abschirmt.
Melange spielt bei den Tleilaxu keine Rolle. Sie versuchen allerdings Melange synthetisch herzustellen, um das Gewürzmonopol von Arrakis zu brechen. Nachdem sie zunächst an der Komplexität des Moleküls gescheitert sind, gelingt es ihnen, zwischen dem vierten und fünften Band.
Im letzten der klassischen Bände wurden alle Planeten der Tleilaxu von den Geehrten Matres vernichtet. Nur ein Tleilaxu-Masheikh lebt noch in Schutzhaft der Bene Gesserit auf dem Ordensburgplaneten. Er trägt die genetischen Codes seines gesamten Volkes in einer Nichtkapsel verborgen im Körper.

### Scytale
Scytale tritt im zweiten Band zum ersten Mal auf. Er ist ein Gestaltwandler und kann jedes benötigte Aussehen annehmen. Um über seine wahren Motive und Fähigkeiten hinwegzutäuschen, nimmt er oft das Gepräge eines gutmütigen Trottels an. Er ist Teil der Verschwörung gegen Paul Atreides und schenkt ihm den ersten Duncan-Idaho-Ghola. Im sechsten Band ist er der letzte überlebende Bene Tleilax und Gefangener der Bene Gesserit. Er verrät den Bene Gesserit alles über die Axolotl-Tanks, die sie zur Produktion künstlicher Melange und zum Erschaffen von Gholas benötigen. Zusammen mit Duncan Idaho und Sheeana flieht er in einem Nicht-Schiff in den unerkundeten Raum. Eingepflanzt unter seinem Brustbein, trägt er eine Kapsel mit Genmaterial von Paul Atreides und weiteren Hauptpersonen der ersten Trilogie.

### Waff
Tylwyth Waff ist, im 5. Band, Meister der Meister der Bene Tleilax. Er verhandelt mit den Geehrten Matres und den Bene Gesserit um sie gegeneinander auszuspielen. Die Geehrten Matres entdecken den Betrug und radieren die Planeten der Tleilaxu aus. Alle Bene Tleilax, außer Scytale, werden vernichtet.

## Das Geheime Israel
Das Geheime Israel taucht im letzten Band des klassischen Dune-Zyklus von Frank Herbert auf. Es ist eine ultrageheime jüdische Gemeinschaft, die aus den Erfahrungen andauernder Pogrome den Schluss gezogen hat, die Identität ihres Glaubens immer im Verborgenen zu halten. Der Exodus von der Erde hat sie im ganzen Universum verstreut. Nur die Schwesternschaft weiß um ihre Existenz, hält sie aber selbst innerhalb der eigenen Reihen geheim. Das Judentum ist die einzige irdische Religion, die bis in die Zeit von Paul Atreides noch in ihrer originalen Form intakt geblieben ist und nicht in der synkretistischen Verbindung zu einer anderen Religion aufgegangen ist.

### Der Rabbi
Der Rabbi lebt als pensionierter Suk-Arzt auf Gammu. Er ist Oberhaupt des Geheimen Israel und verbirgt sich mit der ehrwürdigen Mutter der Juden, Rebecca, in einem Nicht-Raum vor den Geehrten Matres. Beim Ablenkungsangriff der Bene-Gesserit auf den Planeten entdecken ihre Truppen die Gruppe des Rabbi und bringen sie in Sicherheit. Der Vor- und Nachname des Rabbi wird niemals bekannt. Es wird auch nicht aufgeklärt, ob er ein richtiger Rabbi (Schriftgelehrter) ist, oder ob er sich diesen Titel einfach selber verliehen hat, weil er das Oberhaupt des geheimen Israels ist.

### Rebecca
Rebecca, eine unausgebildete ehrwürdige Mutter des Geheimen Israel spielt im 6. Band des klassischen Dune-Zyklus von Frank Herbert eine wichtige Rolle. Sie übernimmt die „Millionen von Lampadas“ in ihr Bewusstsein, die ihr von der Bene Gesserit Lucilla anvertraut werden. Mit diesem Wissen wird sie selbst zum Teil der Schwesternschaft und hat seitdem ständig Differenzen mit dem Rabbi.

## Geehrte Matres
Die Geehrten Matres spielen vor allem in Band fünf und sechs des Dune-Zyklus eine Rolle. Sie sind ein aus der Diaspora ins alte Imperium zurückkehrender Frauen-Orden.
Ihre Entstehung ist ungewiss, es wird vermutet, dass sie sich aus der bürokratisch degenerierten Fischredner-Demokratie entwickelt haben. Ihre Gesellschaftsordnung ist extrem hierarchisch und gewalttätig. An der Spitze stehen eine mit allen Machtbefugnissen ausgestattete Große Mater und ihre Adjudantinnen. Ihre Nachfolgerin wird diejenige, der es gelingt, die Große Mater zu töten. Durch gezieltes Training, Genveränderungen und eine auf Adrenalinbasis funktionierende Droge reagieren die Geehrten Matres noch unmittelbarer auf Angriffe als die Bene Gesserit mit ihrem Prana-Bindu-Training. Das macht sie zu tödlichen Kämpferinnen.
Das Mittel zur Herrschaftsausübung ist die sexuelle Versklavung von Männern mittels spezieller Techniken. Ihre Politik im alten Imperium ist aggressiv und expansiv. Was sie nicht beherrschen können, zerstören sie. Wahrscheinlich wegen dieser Haltung sind die Geehrten Matres, ungeachtet ihrer ungeheuren Machtfülle Flüchtlinge, die aus den Systemen der Diaspora vertrieben und verfolgt werden.
Die wichtigste Vertreterin der Geehrten Matres ist Murbella. Sie wird von den Bene Gesserit auf Giedi Primus gefangen und auf die Ordensburg gebracht. Dort durchlebt sie die Ausbildung zur Bene Gesserit, überlebt die Agonie und wird zu einer Schwester. Murbella ist die Schlüsselfigur im gewagten Überlebensplan von Odrade, der Mutter Oberin der Bene Gesserit. Sie besiegt die Große Geehrte Mater und wird dadurch selbst zu deren Oberhaupt. Wegen Odrades Tod ist sie gleichzeitig Mutter Oberin der Bene Gesserit. Aus dieser Position heraus arbeitet sie auf eine Verschmelzung beider Frauen-Orden hin. Ihr Ziel ist eine Hybridschwesternschaft, die die Stärken beider enthalten wird.

### Dama
Oberste der Geehrten Matres in Der Ordensburg. Sie führt mit den Geehrten Matres eine Gewaltherrschaft, mit dem Ziel das alte Reich zu unterjochen. Sie wird von ihrer Adjudantin Logno vergiftet.

### Logno
Nachfolgerin Damas. Stirbt kurze Zeit später durch Murbella, die damit die Leitung der Geehrten Matres und der Bene Gesserit übernimmt.

### Murbella
Siehe: Bene Gesserit

## Raumgilde

Banner der Raumgilde

Die Gilde hat das Monopol auf die interstellare Raumfahrt. Ihre Navigatoren können mit Hilfe von Melange die Zukunft sehen und so Hindernisse im Faltraum erkennen. Die Gilde nutzt so genannte Highliner, gigantische Schiffe mit einer Gesamtlänge von 5 Kilometern und länger, die als Sammeltransporter fungieren. Systemschiffe, Truppenkontingente und Waren aller Art werden so transportiert. Gilde-Navigatoren leben in riesigen, mit Melange begasten Tanks. Durch diesen dauerhaften Drogenkonsum verloren sie viel ihrer ursprünglichen menschlichen Gestalt und Menschlichkeit.

### D’murr Pilru
Der Navigator D’murr Pilru, Sohn des Ixianischen Botschafters auf Kaitain und einer Gilde-Bankerin spielt mit seinem Zwillingsbruder C’Tair eine wichtige Rolle in den Frühen Chroniken.

### Edric
Edric kommt in Der Herr des Wüstenplaneten, in der Ordensburg des Wüstenplaneten und in Jäger des Wüstenplanets als Botschafter der Gilde vor. Er ist als Steuermann/Navigator dritten Grades vor den hellseherischen Fähigkeiten von Paul Atreides und Leto II. geschützt. In einem begrenzten Radius kann er auch andere abschirmen. Aus diesem Grund wird er Teil der Verschwörung zur Ermordung des Imperators Paul Atreides.

## Mentaten
Mentaten tauchen in allen sechs Original-Bänden des Dune-Zyklus auf. Mentaten sind „menschliche Computer“. Eine komplexe Ausbildung und großes logisches Talent sind erforderlich, um Mentat werden zu können. Der Schüler muss affektneutral werden, was bedeutet, allen Lüsten und Begehren zu entsagen. Dann entfaltet sein Gehirn die Fähigkeit, umfassend wahrzunehmen und auf unfassbar hohem Niveau zu kalkulieren.
Die Qualität eines Mentaten ist abhängig von den Informationen, die ihm zur Verfügung stehen. Die Menge der zur Verfügung stehenden Daten begrenzt seine Leistung. Diese Datenbasis überführt er in Wahrscheinlichkeiten zur Analyse (politischer) Kräfteverhältnisse. Die Analyse von Kommunikationsverhalten nutzen Mentaten, um die wahren Motive von Verhandlungspartnern und Kriegsgegnern zu ermitteln. Auch ohne Gewürz können Mentaten begrenzt die zukünftigen Entwicklungen hochrechnen.
Von manchen Mentaten wird eine Droge namens Sapho verwandt, um die Leistungsfähigkeit zu steigern. Mit der Zeit entwickelt der Mentat eine Abhängigkeit zu Sapho, die aber eher eine Sucht nach dem Zustand, als eine körperliche Sucht ist. Langjähriger Gebrauch färbt die Zähne rot und erzeugt rubinrote Flecken an den Lippen.
Menschen können sich die Mentat-Fähigkeiten auch als „Zusatzqualifikation“ aneignen. So sind zum Beispiel Paul Atreides, Miles Teg und manche der Idaho-Gholas Mentaten.

### Thufir Hawat
Siehe Offiziere der Atreides

### Gilbertus Albans
Der in den Legenden auftretende Gilbertus Albans ist der erste Mentat überhaupt. Er wird vom unabhängigen Roboter Erasmus ausgebildet, sein Gehirn optimal zu nutzen und erhält von ihm den Spitznamen Mentat (von latein. mens „Bewusstsein“). Ähnlich wie ein Computer ist er in der Lage, mehrere Denkprozesse parallel auszuführen (Multitasking) und zu extrapolieren, sowie gewaltige mathematische Leistungen zu vollbringen. Er floh bei der Eroberung Corrins, indem er sich unter die menschlichen Sklaven mischte und hatte dabei die (vermeintlich) letzte Kopie von Erasmus’ Gedächtnisspeicher bei sich.

### Piter deVries
In Der Wüstenplanet ist Piter ein psychisch deformierter Mentat-Assasine im Dienst von Wladimir Harkonnen. Der Baron liebt seine perverse Brillanz, kritisiert ihn aber gelegentlich, weil er Unmengen Melange konsumiert und der Baron Süchtige prinzipiell für minderwertig hält. Als Belohnung für die Planung der Arrakis-Falle bedingt sich Piter Lady Jessica als persönliche Sklavin aus. Er stirbt, als Leto I. versucht, Wladimir Harkonnen mit einem Giftzahn umzubringen. Der Herzog beißt auf den falschen Zahn, atmet aus und lässt eine Wolke von Giftgas entweichen, welche jedoch Piter an Stelle des Barons trifft.
In den Frühen Chroniken tritt ein früherer Piter deVries auf, bei dem es sich um eine frühere Inkarnation des Mentaten handelt, der, wie alle Versionen laut der Wüstenplanet ein „verderbter“ Mentat-Ghola ist. Dieser wird beim Versuch, den neugeborenen Paul Atreides zu entführen, von der Bene Gesserit Gaius Helen Mohiam gestellt und getötet. Der Baron befiehlt daraufhin, sofort eine neue Version bei den Tleilaxu in Auftrag zu geben. Obwohl darauf nicht explizit in den Büchern eingegangen wird, kann geschlussfolgert werden, dass es noch einige andere Inkarnationen von Piter deVries gegeben hat bzw. existiert haben müssen.

### Duncan Idaho
Duncan ist nicht von Beginn an ein Mentat. Erst die Gholas (im Gegensatz zu „normalen“ Klonen nicht aus lebendem, sondern aus totem Gewebe rekonstruierte Duplikate) werden zu Mentaten ausgebildet.

## Titanen
Alle Titanen, die in den Legenden vorkommen, sind Cymeks: menschliche Gehirne in Behältern, die mit Elektrafluid, einer lebenserhaltenden Flüssigkeit gefüllt sind. Einst rissen sie die Macht im alten Imperium an sich, wurden aber später selbst von Omnius unterjocht.
Alle Titanen verfügen über viele verschiedene mechanische Aktionskörper, mit denen sie jeweils anstehende Aufgaben bewältigen.
Die Titanen entwickelten sich tausende von Jahren vor dem Imperator Paul Atreides, zu einer Zeit, als die Menschheit durch Automatisierung und Überfluss übergewichtig und dekadent geworden war. Selbst für die einfachsten Aufgaben (Zähne putzen oder Tiere ausführen) setzten die Menschen Maschinen ein. In dieser Zeit sahen die Titanen, eine Gruppe, die sich nach bekannten Personen aus dem Altertum der Erde benannten, ihre Chance, die Macht im alten Imperium übernehmen zu können. Diese Gruppierung eroberte unter der Führung von Tlaloc und Agamemnon das alte Imperium und riss die Macht in der Galaxie an sich. So kam es, dass Agamemnon und die anderen „Titanen“ eine absolute Diktatur errichteten. Allerdings sahen sich die Titanen mit einem neuen Problem konfrontiert: obwohl sie durch die weit entwickelten, medizinischen Technologien des Imperiums eine unnatürlich lange Lebensspanne erreichen konnten, war ihre Lebensdauer begrenzt und als Tlaloc bei einem Unfall starb, erkannten sie ihre Verletzlichkeit. Außerdem fürchteten die Titanen mit fortschreitendem Alter, dass sie untergehen und das Ende ihres Reiches nahen könnte. Durch die Kognitoren und ihre Praktiken erkannten die Titanen, dass es durch Körperlosigkeit möglich ist, nahezu ewig zu leben. Agamemnon war der erste, der sich in einen Cymek verwandeln ließ. So kam es, dass sich nach und nach auch die anderen Titanen dieser Operation unterziehen ließen. Diese Verwandlung hatte zur Folge, dass die Titanen den letzten Rest ihrer Menschlichkeit verloren und sowohl innerlich als auch äußerlich immer mehr an die Denkmaschinen als an Menschen erinnerten. Manche Titanen ließen ihre Gehirnbehälter an großen, gepanzerten Stahlkörpern anbringen und besaßen so eine noch größere, physische Macht als ihre bisherigen, menschlichen Erscheinungen und waren noch besser gegen Attentate von Rebellen geschützt. Diese Titanen waren so genannte Cymeks, Gehirne in Aktionskörpern. So lebten und regierten die Titanen weiterhin die Galaxie und schwelgten in verschwenderischem Luxus. Trotz ihrer fehlenden körperlichen Organe besaßen sie weiterhin die Fähigkeit, sexuelle Aktivitäten durch Rezeptoren untereinander praktizieren zu können.

### Agamemnon
Agamemnon, geboren als Andrew Skouros, ist der erste der Titanen und die Triebfeder der Rebellion gegen das alte Imperium. Er denkt, über überragende strategische und taktische Fähigkeiten zu verfügen, hat diese aber seit Hunderten von Jahren nicht erneuert oder verbessert. Er ist dennoch sehr ehrgeizig und ein gnadenloser Massenmörder. Nach der Machtübernahme der Maschinen wurde er der oberste General von Omnius.
Agamemnon ist der biologische Vater von Vorian Atreides, der mit eingefrorenem Sperma gezeugt wurde, welches Skouros – vor seiner Umwandlung in einen Cymek – einlagern ließ. Somit ist er auch der Stammvater aller Atreides. Agamemnon hatte zwar noch mehr Söhne, die er aber alle, nachdem sie ihn enttäuscht hatten, tötete. Er hat Vorians Alterungsprozess durch eine schmerzhafte, lebensverlängernde Behandlung gestoppt. Er wird auf Hessra von Vorian Atreides und Quentin Butler, der zwangsweise in einen Cymek konvertiert wurde, getötet, indem Vorian seinen Gehirnbehälter aus einem Fenster wirft.
Offensichtlich scheint der General Agamemnon Tausende von Jahren in der Zukunft von den Atreides verdrängt oder vergessen zu sein. Diese führen nämlich ihre Herkunft auf den König Agamemnon von Mykene aus dem Hause Atreus zurück, vermutlich ging das Wissen um Agememnons wahre Identität verloren oder wurde von seinen ersten Nachkommen absichtlich verfälscht.

### Juno
Juno war bereits als Mensch die Geliebte von Agamemnon. Als sich Julianna Parhi, so der Geburtsname Junos, als zweite entschied, ein Cymek zu werden, folgten ihr die anderen nach. Juno ist durch bestimmte Rezeptoren immer noch in der Lage, Sex mit Agamemnon zu haben, der sich allerdings nur auf chemisch-zerebraler Ebene abspielt. Obwohl Juno sich gelegentlich freundlich und gefühlvoll gibt, ist sie, was Grausamkeiten angeht, genauso skrupellos wie Agamemnon, möglicherweise sogar noch schlimmer. Juno wird ebenfalls von Quentin Butler auf Hessra getötet, er schneidet ihr Gehirn in Scheiben, nachdem er es der Maschine entnommen hat. Danach versetzt er sich selbst in Junos Roboterkörper, um Agamemnon und Dante zu töten.

### Ajax
Ajax ist der brutalste der Titanen und tötet im Verlauf der Niederschlagung von Rebellionen auf den Synchronisierten Welten zahllose Menschen (von Milliarden ist die Rede). Er wurde als Rache für den Tod des kleinen Manion von Aufständischen unter der Führung von Iblis Ginjo auf der Erde getötet. Seine Rolle bei den Titanen war die des militärischen Befehlsempfängers und Vollstreckers. Er besaß einen unbändigen Eroberungsdrang und liebte das sinnlose Töten.

### Hekate
Hekate ist die ehemalige Geliebte des Ajax. Nach dem Sturz des alten Imperiums wandte sie sich von der Brutalität der Titanen ab und floh in den offenen Raum. Später kehrte sie zurück und verbündete sich mit der Liga der Edlen unter Iblis Ginjo, was dieser aber geheim hielt. Sie wurde durch einen telepathischen Schlag Zufa Cenvas im hohen Orbit von Ginaz getötet, als sie diese vor einem Cymek-Angriff rettete. Cenva wusste nichts über das heimliche Bündnis zwischen Hekate und Iblis Ginjo und hielt Hekate daher für ein Mitglied der Titanen. Schuld daran könnte auch sein, dass sich Hekate selbst als „die Titanin Hekate“ vorstellte. Ihr Raumschiff-Asteroid stürzte deswegen steuerungslos in das globale Meer von Ginaz und löste dort einen Tsunami aus, der weite Teile der Inselwelt des Planeten zerstörte und viele Schwertmeister, darunter auch Jool Noret, das Leben kostete.

### Xerxes
Xerxes ist der unfähigste der Titanen. Seiner Faulheit und seinem Hedonismus ist es zu „verdanken“, dass Omnius die Möglichkeit erhielt, die Herrschaft über die Titanen zu erlangen, weil er dem System immer mehr Macht verlieh, damit er selbst sich die Zeit mit Spielen, Festessen, Gelagen, Orgien und Theaterstücken vertreiben konnte. Auch ist er feige und verfügt über keinerlei strategische Begabung. Er wurde durch einen telepathischen Schlag Norma Cenvas getötet.

### Barbarossa
Der ehemalige Programmierer Vilhelm Jayther wurde während der Rebellion gegen das alte Imperium zum Titanen Barbarossa. Er hatte den Titanen erst ermöglicht, die Herrschaft an sich zu reißen, indem er den Robotern und Computern den Eroberungswillen und die Fähigkeit, Entscheidungen zu treffen, gab. Barbarossa war ein begnadeter Hacker und Programmierer und erschaffte die künstliche Intelligenz von Omnius, die die Titanen in ihren Eroberungsplänen unterstützen soll (so hacken Barbarossa und Omnius z. B. das Computer-Netzwerk des alten Imperiums, welches das Imperium digital verbindet). Zum Glück für die Titanen hat Barbarossa Omnius mit speziellen Algorithmen programmiert, so dass dieser die Titanen nicht verletzen oder beschädigen kann, als er später die Macht an sich reißt und über das Titanen-Imperium herrscht. Barbarossa fängt später Serena Butler ein (kurz vor dem Beginn des Jihad) und bringt sie zur Erde. Er wird auf Giedi Primus von einer Zauberin von Rossak durch einen telepathischen Schlag getötet.

### Dante
Der Bürokrat und Organisator unter den Titanen war für alle wirtschaftlichen Belange zuständig. Er wurde als letzter Titan von Quentin Butler getötet, als dieser sein Schiff rammte. Er war außerordentlich vorsichtig, was dazu führte, dass er von vielen Attentaten und Angriffen von Rebellen vor und während des Jihads verschont geblieben ist.

### Beowulf
Beowulf zählt eigentlich nicht zu den Titanen, er ist der erste sogenannte Neo-Cymek, das heißt, er war der erste, der nach den Titanen unter Omnius’ Herrschaft zum Cymek wurde. Wie Barbarossa war er ein genialer Programmierer und Hacker. Obwohl er vorgibt, Omnius zu dienen, verbündete er sich heimlich mit Barbarossa, um den Titanen zu helfen. Nach dem Tode Barbarossas nahm er dessen Platz bei den Titanen als Programmierer ein. Bei dem Versuch, Zufa Cenva und Aurelius Venport gefangen zu nehmen, bei dem auch Hekate umkommt, wurden sein Raumschiff und sein Gehirnbehälter so schwer beschädigt, dass er seitdem geistig behindert war. Nach einigen Jahren beschloss Agamemnon daher ihn zu töten.

### Tlaloc
Tlaloc, dessen echter Name in der Geschichte verloren gegangen ist, war einer der Anführer der Titanen und der Mentor Agamemnons. Ursprünglich wuchs Tlaloc auf einer damals unbedeutenden, kleinen Kolonie (Tlulax) des menschlichen Imperiums am Rande der Galaxis auf. Er reiste in jungen Jahren zur Erde, dem Sitz des dekadent gewordenen, alten Imperiums, wo er hoffte, Erneuerungen und politische Veränderungen herbeiführen zu können. Auf der Erde tat man ihn jedoch als Fanatiker und Störenfried ab und ignorierte ihn mehrheitlich. Seine Worte und Aussagen berührten lediglich einige desillusionierte Jugendliche, darunter den jungen Andrew Skouros, der den Namen „Agamemnon“ annahm und Tlaloc als Jünger folgte. Mit der Zeit formierte sich eine Gruppe namens „Titanen“ unter der Führung Tlalocs und Agamemnons, welche die Macht im alten Imperium an sich reißen sollte. Kurzzeitig war Tlaloc als Führer der Titanen Imperator des alten Reiches und brachte viele Veränderungen (z. B. eine massive, militärische Aufrüstung und eine soziale Metamorphose, die dazu führte, dass das alte Reich immer totalitärer wurde). Als Tlaloc sieben Jahre später unerwartet bei einem Unfall stirbt, führt dies den Titanen ihre eigene Sterblichkeit vor Augen und bewirkt, dass sie sich zu Cymeks verändern lassen. Tlaloc ist der einzige der Titanen, der niemals ein Cymek war. Agamemnon mutmaßt später, dass Tlaloc wahrscheinlich entsetzt gewesen wäre, wenn er erfahren hätte, welchen Pfad der Entmenschlichung er und die anderen Titanen letztendlich eingeschlagen haben und er ihnen niemals gefolgt wäre (Tlaloc scheint zwar Technologie überaus zu schätzen, jedoch lehnt er die Technisierung des menschlichen Körpers strikt ab). 

## Roboter/Computer in den Legenden des Wüstenplaneten

### Omnius
Die künstliche Intelligenz Omnius ist der kollektive Geist, der die Denkmaschinen steuert und wird auch „Allgeist“ genannt, da er mit seinen fliegenden Sensoren, Wächteraugen genannt, fast absoluten Überblick über sein Reich hat. Omnius ist keine einheitliche Entität; jede synchronisierte Welt wird von einer eigenen Inkarnation von Omnius regiert, welche regelmäßig von Update-Schiffen auf einen gemeinsamen Wissensstand mit allen anderen Inkarnationen gebracht wird. Die Omnius-Versionen haben keinen Körper wie beispielsweise Erasmus. Stattdessen werden sie durch etwa Tennisball-große silberne Kugeln dargestellt, die im jeweiligen Palast des von ihm beherrschten Planeten residieren. Kontakt zu anderen Wesen nimmt er meistens über die Wächteraugen oder stationäre Bildschirme auf.
Erschaffen wurde Omnius ursprünglich von dem Titanen Barbarossa, welcher die künstliche Intelligenz dazu benutzt hat, um den Titanen in ihren Eroberungszügen zu assistieren und unter anderem das große Computer-Netzwerk des alten Imperiums zu hacken und zu sabotieren. Später wird Omnius durch die Nachsichtigkeit des Titanen Xerxes die Möglichkeit geboten, immer mehr Macht im Imperium an sich zu reißen. Später übernehmen die Denkmaschinen unter Omnius die Kontrolle im Titanen-Imperium. Obwohl Omnius auch über die Titanen herrscht, kann er ihnen keinen Schaden zufügen, da Barbarossa ihn mit einer speziellen Programmierung versehen hat, die es ihm unmöglich macht die Titanen zu verletzen oder zu töten.
Omnius ist von seiner eigenen Perfektion überzeugt, gleichzeitig aber auch sehr lernbegierig. So startet er regelmäßig Versuchsprogramme, um das menschliche Verhalten besser zu verstehen. Er ist von der Unberechenbarkeit der Menschen, die er Hrethgir nennt, fasziniert und fürchtet sie andererseits. Als Vorian bei der Zerstörung der Erde die dortige Omnius-Inkarnation gefangen nehmen kann, lernen die Menschen viel über seine Denkweise. Vorian infiziert diese Version dreißig Jahre später mit Computerviren und unlogischen Subroutinen und bringt sie nach dem Prinzip des Trojanischen Pferdes wieder an Bord des Update-Schiffes, von dem er sie stahl. Daraufhin brechen mehrere Inkarnationen des Allgeistes, die mit dem verseuchten Update versehen werden, zusammen. Omnius wird misstrauisch und lässt seine Updates nicht mehr integrieren, was letztendlich dazu führt, dass auf Corrin drei Versionen des Allgeistes um die Herrschaft konkurrieren. Nachdem Omnius Primus, die Corrin-Inkarnation, ausgeschaltet ist, regieren die beiden anderen, leicht fehlerhaften Inkarnationen zusammen.
Bei der Schlacht von Corrin werden die auf Corrin lebenden menschlichen Sklaven von Omnius als menschlicher Schild gegen die Flotte der Menschen gestellt. Wenn die Flotte eine bestimmte Linie überquert, explodieren die Frachtcontainer, in denen die Sklaven eingepfercht wurden. Als sich das Mündel des unabhängigen Roboters Erasmus freiwillig ebenfalls an Bord eines der Frachtcontainer, die als Brücke im Orbit schweben, begibt, um seine Geliebte, einen Serena-Klon, zu retten, schaltet Erasmus die Sprengsätze ab und liefert Corrin so den Menschen aus. Während der letzten Schlacht am Boden regeneriert sich Omnius Primus und entscheidet sich, als modulierter Datenstrom ins Weltall zu fliehen. Dies tut er, indem er sich als greller Lichtblitz kurz vor der Zerstörung der zentralen Einheit ins Weltall abstrahlt.
Diese „Welle“ trifft nach Jahrtausenden auf einem Planeten weit außerhalb des Imperiums auf primitive, von unbekannten Raumfahrern zurückgelassene Computer und kann sich im Lauf der Jahrtausende so eine neue Existenz aufbauen, zusammen mit Erasmus, dessen Kopie er mit sich genommen hatte. Dort trifft er später auf Tleilaxu in der Diaspora und entreißt diesen das Geheimnis der Gestaltwandler und verbessert diese stark und schleust sie erneut in die Menschheit ein. Sein militärischer Angriff wird jedoch von einer kleinen Gruppe Menschen unter der Führung von Duncan Idaho vereitelt, er selbst wird von Norma Cenva in eine andere Dimension geschleudert, aus der er niemals zurückkehren können soll. Erasmus dagegen bittet Duncan um die „Gnade des Todes“, welche dieser ihm, nachdem er dessen Erinnerungen in sich aufnahm, auch gewährt. Die anderen Maschinen ordnen sich daraufhin freiwillig der Menschheit unter, welche damit nach 15.000 Jahren wieder Computer und komplexere Maschinen nutzt.

### Erasmus
Erasmus ist ein unabhängiger Roboter und dient Omnius augenscheinlich als Berater, verfolgt aber oft seine eigenen Ziele. Er fiel einst auf Corrin in eine Felsspalte und war dort zwei Jahrzehnte gefangen. In dieser Zeit entwickelte er ein eigenes, von Omnius unabhängiges Bewusstsein. Erasmus ist fasziniert von den Eigenheiten der Menschen, wie Kunst, Religion und Emotionen. Er versucht, im Gegensatz zu Omnius, diese zu verstehen und entwickelt am Ende sogar selbst die Fähigkeit zu fühlen. Um die Menschen zu erforschen, veranstaltet er viele grauenhafte Experimente. Zu diesen gehören so genannte Vivisezierungen, wobei Erasmus lebende Menschen seziert um die Organe möglichst lebend zu analysieren und zu verstehen. Auch versucht er, mit menschlichen Körperteilen Kunst zu schaffen, reagiert selbst darauf aber eher angewidert und bricht das Experiment daher ab.
Erasmus bewohnt mehrere große Villen, die nach antiken Vorbildern entworfen wurden (die Titan hatten ihrerseits vor ihren Umwandlungen in Cymeks ähnliche Domizile bewohnt). Obwohl sich Erasmus gerne mit den Menschen vergleicht und sogar stolz darauf ist, dass er Eitelkeit an den Tag legt, ermordet er immer wieder gerne seine Diener, wenn diese Fehler begehen. So tötet er seinen Küchenchef, als dieser aus Versehen ein Messer auf seinem Fuß fallen lässt (der stotternde Küchenchef ist meist sehr gestresst, wenn er mit dem Roboterlord interagieren muss). Omnius sieht Erasmus als ein Kuriosum an, weil dieser sehr viel freier ist als alle anderen Roboter in seinem Reich (die meisten anderen Roboter sind entweder primitiver oder direkt mit Omnius verbunden).
Erasmus’ erste Wette mit Omnius ist auch der indirekte Auslöser für Butlers Djihad, da Erasmus behauptet, dass selbst der loyalste Trustee auch nur ein Mensch ist und so zum Verrat fähig ist. Deshalb schickt er Ginjo geheime Botschaften, die diesen zur Rebellion anstacheln. Daraufhin leitet Ginjo alles in die Wege. Weil Serena ihre Pflichten in Erasmus’ Villa aufgrund ihres Babys vernachlässigt und zusehends uninteressanter für den autonomen Roboter wird, wirft er Serena Butlers kleinen Sohn Manion vom Balkon seiner Villa auf der Erde. Deshalb erhebt Serena die Hand gegen einen Wachroboter und stößt diesen ebenfalls vom Balkon. Daraufhin bricht auf der Erde ein Aufstand aus, in dessen Verlauf der Titan Ajax getötet wird und Serena zusammen mit Vorian Atreides und Iblis Ginjo die Flucht gelingt.
Auf Corrin bildet Erasmus dann im Verlauf der zweiten Wette mit Omnius Gilbertus Albans, einen Menschen, den Omnius willkürlich aus einer Menge ausgewählt hat, zum (allerersten) Mentaten aus. Im Laufe dieser Ausbildung entwickelt Erasmus erstmals echte eigene Gefühle, er sieht sich als Vater von Gilbertus an. Während der Schlacht von Corrin deaktiviert sich Erasmus selbst, um so der bewussten Vernichtung zu entgehen, sein Kernspeicher wird von Gilbertus mitgenommen. Es wird letzten Endes offen gelassen, was mit dieser Version von Erasmus geschieht, denn der Aufenthaltsort von Gilbertus und der Zustand des Kernspeichers bleiben selbst Jahrtausende später noch ungeklärt.
15.000 Jahre später behauptet Erasmus, die wahre Macht über die Maschinen besessen zu haben und Omnius so manipuliert zu haben, dass dieser in seinem Sinne handelte. Er erkennt jedoch die Konsequenz seines Handelns, als er Manion Butler tötete, und gesteht auch die Schuld an Butlers Djihad ein. Er übergibt die Kontrolle über sämtliche Maschinen freiwillig an Duncan Idaho und bittet diesen dann darum, ihn zu töten. Er benutzt diese Wortwahl (statt abschalten oder deaktivieren), da er überzeugt ist, eine Seele zu haben. Im Tod behält er die menschliche Gestalt Martys bei.

### Seurat
Seurat ist ein Roboter und der Pilot des Update-Schiffes Dream Voyager. Ihn verband eine Freundschaft mit Vorian Atreides, der ihm als Copilot diente, bevor Vorian ihn deaktivierte und zur Liga der Edlen überlief. Seurat ist zwar freier als die meisten Roboter, jedoch ist er nicht völlig unabhängig von Omnius so wie z. B. Erasmus. Bei der Schlacht von Corrin versucht er Vorian auszutricksen, um den Oberkommandierenden zu töten, indem er ihn auffordert, um der alten Zeiten willen die Schilde zu senken. Dann eröffnet er das Feuer, kann aber Vorians Javelin-Zerstörer nicht ernsthaft beschädigen, wird dafür aber selbst vernichtet.

### Chirox
Chirox ist ein Kampf-Roboter, genannt Kampfmek, der von den Schwertmeistern von Ginaz zum Ausbilder (Sensei-Mek) umprogrammiert wurde. Er bildete in knapp 100 Jahren über 1000 Schwertmeister im Kampf gegen Maschinen aus. Im Gegensatz zu normalen Kampfmeks lernt Chirox bei jedem Kampf und steigert seine Fähigkeiten (und entwickelt unbemerkt einen den Schwertmeistern ähnlichen, friedliebenden, aber stets lernbereiten Charakter) und so gleichzeitig die seiner Schüler. Chirox tötet im Lauf der Zeit nur 2 Menschen, einen davon, den Schwertmeister Zon Noret, versehentlich während eines Übungskampfes. Nach dem Djihad und der Vernichtung der meisten Maschinen werden Chirox und Schwertmeister Istian Goss von Schwertmeister Nar Trig unter einem Vorwand nach Salusa Secundus gelockt, wo Trig Chirox zu einem Kampf auf Leben und Tod herausfordert, da Chirox eine Maschine sei und somit vernichtet werden müsse. Da allerdings Chirox im Laufe der Jahre seine Fähigkeiten immer wieder verbessern konnte, kann Trig ihn nicht besiegen. Nachdem er trotz mehrfacher Aufforderung von Chirox und Istian Goss nicht aufhört Chirox zu attackieren, köpft Chirox Trig und beendet so den Kampf. Als die Zuschauermenge daraufhin Chirox angreifen will, stellt Goss sich an seine Seite, doch Chirox deaktiviert sich selbst und verhindert so weiteres Blutvergießen.

## Kogitoren
Kogitoren sind Anhänger einer Philosophenschule des ersten Kaiserreiches, die durch Trennung des Gehirns vom Körper unsterblich geworden sind. Die Kogitoren haben ihre Gehirne in mit lebenserhaltender Flüssigkeit gefüllte Tanks verpflanzen lassen, da sie sich so besser der Philosophie zuwenden können (sie waren so nicht mehr „Ablenkungen“ wie körperlichen Bedürfnissen ausgesetzt). Diese Kogitoren greifen mehrmals in den Maschinenkreuzzug ein; sie werden in den Legenden erwähnt. Die Titanen haben sich derselben Behandlung unterzogen und wollten dadurch ihre Herrschaft verlängern. Zur Zeit von Paul Atreides sind die Kogitoren in der Galaxie allerdings ausgestorben und ihre Praktiken sind nach dem großen und langen Krieg im Imperium verboten. Es bleibt allerdings offen, ob die Ixianer nicht doch manche der alten Technologien und Kenntnisse der Kogitoren weiterhin im Geheimen nutzen, denn es wird angedeutet in Die Schlacht von Corrin, dass die Ixianer einige der Unterlagen der Kogitoren und Titanen besitzen.

### Vidad
Vidad ist der Anführer der Elfenbeinturm-Kogitoren, die auf dem Eisplaneten Hessra leben. Er ist es, der Serena Butler den Rat gibt, den Krieg durch einen Waffenstillstand und einen Pax Galacticus, bei dem jeder behält, was er erbeutet hat und besitzt, beendet werden soll. Er wird auf Salusa Secundus von einem wütenden Mob unter der Führung von Rayna Butler getötet.

### Eklo
Eklo war der einzige Kogitor, der sich im Machtbereich der Maschinen unbehelligt aufhalten durfte, da er zu Beginn des Krieges ausdrücklich seine Neutralität erklärte. Er lebte auf der Erde in einem Turm, bis ihn Juno bei dem Aufstand der Sklaven tötete, weil er Iblis Ginjo beraten hatte.

### Kwyna
Kwyna war die erste, die die Trennung von Gehirn und Körper in Betracht zog und durchführte. Sie war die einzige Kogitorin, die sich von Beginn an auch für aktuelle Geschehnisse interessierte, während die anderen Kogitoren sich dadurch im Denken gestört fühlten. Sie sprach des Öfteren vor dem Parlament durch ihren Sekundanten und unterrichtete Serena Butler, der sie eine gute Freundin war. Sie tötete sich selbst, weil sie sich durch die falsche Auslegung ihrer Weisheiten durch Iblis Ginjo ausgebrannt fühlte.

## Offiziere in Butlers Djihad
Butlers Djihad wird in den Legenden beschrieben, alle in diesem Abschnitt genannten Figuren werden in den entsprechenden Romanen erwähnt.
Vorian Atreides, Xavier Harkonnen und Quentin Butler sind die obersten Befehlshaber der Armee des Djihad.

## Schwertmeister
Schwertmeister sind Söldner von Ginaz, die unabhängig und selbständig agieren. Ihr ganzes Leben baut nur auf Kampftraining auf. Ein Schwertmeister gibt niemals auf und will im Kampf sterben. Schwertmeister glauben daran, dass gefallene Schwertmeister in jungen Schwertmeistern wiedergeboren werden. Sie ziehen nach der Ausbildung Namen auf Perlmuttscheiben aus einer Schüssel, um zu wissen, welchen gefallenen Schwertmeister sie in sich tragen. Manche ziehen auch eine leere Scheibe, wie Nar Trig. Sie gelten dann als neue Schwertmeister. Diese Tradition wird aber zu Zeiten Duncan Idahos nicht mehr erwähnt.
Die späteren Schwertmeister, wie Duncan Idaho, dienen den einzelnen Adelshäusern als Offiziere und werden auch als solche hier erwähnt. Wie der Name bereits andeutet, gehören Schwerter neben Dolchen und Messern sowie moderneren Waffen zu den bevorzugten Nahkampfwaffen der Schwertmeister.

### Jool Noret
Jool Noret, der Sohn von Zon Noret, ist ein Held des Maschinenkreuzzuges in den Legenden. Jool war entscheidend an der Befreiung von IX beteiligt, indem er einen Atomsprengkopf ins Omnius-Zentrum brachte. Er gab sich sein Leben lang die Schuld am Tod seines Vaters, da er das Kampfprogramm von Chirox zu hoch eingestellt hatte. Er starb auf Ginaz, als der Kampfasteroid von Hekate nach ihrem Tod im Orbit im Meer einschlug und so eine Flutwelle auslöste, die Ginaz fast komplett entvölkerte. Jool weigerte sich immer, Schüler zu unterrichten, und machte Chirox zum Sensei. Jools Sarkophag auf der Hauptinsel von Ginaz wird zum Wallfahrtsort für alle späteren Schwertkämpfer. Die Schwertkämpferschule wurde in Gedenken an Jools Weigerung, seine ungewöhnlichen Fähigkeiten weiterzugeben, gegründet.

### Istian Goss
Istian Goss ist ein von Chirox ausgebildeter Schwertmeister aus der Schlacht von Corrin. Er trägt die Seele von Jool Noret in sich. Er lernt erst bei der Invasion von Corrin, sich im Kampf selbst aufzugeben und so über sich hinauszuwachsen.

### Nar Trig
Nar Trig ist ein von Chirox ausgebildeter Schwertmeister aus der Schlacht von Corrin. Er trägt keine vorher bekannte Seele in sich und wird auf Salusa Secundus von Chirox getötet, als er sich dem Serena-Kult anschloss und alle Maschinen, also auch Chirox vernichten wollte.

## Andere Figuren

### Tio Holtzman
Tio Holtzman ist ein Erfinder vom Planeten Poritrin. Er erfindet den Holtzman-Schild, einen Schutzschild, der sowohl Menschen als auch Raumschiffe schützen kann und aus einem Energiefeld besteht, das von einem im Schiff befindlichen oder am Gürtel getragenen Generator erzeugt wird. Sein Schild reagiert allerdings auf die kaum noch verwendeten Laserwaffen mit einer enormen, pseudo-nuklearen Explosion. Holtzman erfindet auch Störfelder, die die Denkmaschinen nicht durchdringen können, da dabei ihre Gelschaltkreise durchbrennen würden. Er bereitet auch den Weg für Norma Cenvas Faltraumschiffe, für die sie den Holtzman-Effekt entsprechend umformt.
Holtzman kommt beim zweiten Poritriner Sklavenaufstand ums Leben, als Aliid mit einer Lasgun auf ihn feuert, während er einen Schild trägt, was eine der oben beschriebenen Explosionen auslöst, bei der Starda, die Hauptstadt Poritrins, weitgehend zerstört wird.
Noch tausende von Jahren später, während der Amtszeit des Imperators Shaddam IV., findet der Holtzman-Schild im Imperium militärische Verwendung. Unter anderem verwendeten Gurney Halleck und Paul Atreides während ihres Kampftrainings solche Schilde zum Schutz.

### Norma Cenva
Norma Cenva vom Planeten Rossak, Tochter der Zauberin Zufa Cenva, ist eine geniale Mathematikerin und erfindet als Tio Holtzmans Assistentin die Suspensoren, Leuchtgloben und die Generatoren für die Raumfaltschiffe. Norma heiratet ihren ehemaligen Stiefvater Aurelius Venport und wird nach einer Überdosis Gewürz zur ersten Navigatorin für Raumfaltschiffe und somit zur Begründerin der Raumgilde. Nach ihrem körperlichen Tod lebt sie als Orakel in einer Glaskugel auf Junction weiter, mit dem sich alle Navigatoren bei Aufenthalten auf dem Planeten austauschen müssen. In Band sieben schließlich kehrt sie als das mystische Orakel der Zeit nochmals wieder.

### Tuk Keedair
Tuk Keedair ist in den Legenden ein ehemaliger Fleischhändler von Tlulax, der aber als Freigeist mit den strengen religiösen Regeln auf Tlulax Probleme hat. Er hebt sich schon optisch von den anderen Tlulaxa ab, so ist er größer, trägt sein Haar lang und trägt Schmuck wie Ohrringe. Er reist für sich auf der Suche nach guten Investitionsmöglichkeiten und Sklaven durchs All. Bei einem Überfall auf Harmonthep nimmt er unter anderem Ishmael gefangen. Bei einer weiteren Reise zum Sklavenfang gerät er auf Arrakis zum ersten Mal an Melange/Gewürz. Begeistert von der Droge beschließt er, den Sklavenhandel aufzugeben und den bekanntesten Drogenexperten in der Liga, Aurelius Venport, auf Rossak aufzusuchen, um diesem eine Handelspartnerschaft anzubieten. Nach einem weiteren Besuch auf Dune und Kostproben des Gewürzes stimmt Venport zu. Dies ist die Geburtsstunde von VenKee Enterprises.
Durch den Handel mit Melange und die Entwicklung der Faltraumtechnik durch Norma Cenva wird die Firma in wenigen Jahren unermesslich reich. Während des Sklavenaufstandes will Ishmael das erste Faltraumschiff stehlen, erkennt in Keedair seinen Entführer wieder und zwingt ihn, mit ihnen zu fliehen. Da das Schiff nur die Koordinaten von Arrakis einprogrammiert hat, landen sie dort und das Schiff wird bei der Landung zerstört. Als er bei einem Erkundungsflug mit einem Shuttle mit Ishmaels Schwiegersohn in Streit gerät, schickt dieser ihn in die Wüste zum Sterben. Aber im Gegensatz zum Rest seines Trupps, der von einem Wurm gefressen wird, überlebt Keedair und wird von Selims Stamm gerettet und weist ihnen den Weg zu Ishmaels Leuten. Dafür schenkt Ishmael ihm das Leben und Keedair verbleibt bis zu seinem Tode bei den Free Men.

### Rekur Van
Ebenfalls ein Sklavenhändler von Tlulax. Gedeckt von Iblis Ginjo, überfiel er die Unverbündeten Planeten, um Opfer zu fangen, deren Organe den im Krieg verletzten Soldaten eingepflanzt wurden. Nach außen hin behauptete man, diese Organe in den Organfarmen auf Tlulax gezüchtet zu haben, und ließ einige zerstörte Roboter an den Orten der Überfälle zurück, um die Schuld auf Omnius zu lenken, und tötete alle Augenzeugen. Nach der Aufdeckung dieser Taten durch Xavier Harkonnen lief er zu Omnius über. Erasmus amputierte ihm daraufhin Arme und Beine, um ihn besser unter Kontrolle zu haben. Zusammen mit ihm entwickelte er eine Seuche, die fast die Hälfte der in der Liga der Edlen lebenden Menschen tötete. Rekur Van stirbt schließlich bei der Schlacht um Corrin.

### Iblis Ginjo

#### Erde
Iblis war ein sogenannter Trustee der Denkmaschinen auf der Erde, das heißt, er genoss ihr Vertrauen. Als solcher stand er unter den versklavten Menschen in einem hohen Rang, aber noch unter Vorian Atreides. Er besaß die Fähigkeit, durch unbewusste Hypnosetechniken die Menschen mitzureißen und zu motivieren. Mehrere Faktoren gleichzeitig brachten Ginjo dazu, seine Stellung zu überdenken: Durch eine Begegnungen einerseits mit dem brutalen Titanen Ajax und dem nachdenklich-ruhigen Kogitoren Eklo andererseits wurde die Treue Ginjos erschüttert und er begann, selbst über die Möglichkeit einer Rebellion nachzudenken. Da gleichzeitig auch eine Wette zwischen Omnius und Erasmus lief, dass Erasmus selbst den treuesten Menschen gegen die Maschinen aufhetzen könne, wurde Ginjo auch von diesem kontaktiert, da Erasmus die Besuche Ginjos bei Eklo richtig interpretierte. Allerdings glaubte Ginjo, mit einer heimlichen 5. Kolonne in Verbindung zu stehen. Beraten von Eklo – der sich selbst die Schuld an der Herrschaft der Titanen gab, welche wiederum Omnius’ Machtergreifung ermöglichte, und so durch eine weitere Rebellion sozusagen den Ausgleich schaffen und seine Neutralität wiederherstellen wollte – gründete er kleine Widerstandszellen, die ihrerseits weitere gründeten, und versteckte überall Waffensysteme. So war er beim Aufstand der Menschen auf der Erde (wegen der Ermordung von Serena Butlers Sohn durch Erasmus) auch der entscheidende Faktor. Angelockt durch die Menschenmenge vor Erasmus’ Villa versuchte er noch, das vom Balkon geworfene Kind aufzufangen, was an sich schon als Ungehorsam gewertet worden wäre und befahl dann direkt den Kampf gegen Erasmus’ Wachroboter, nachdem Serena in ihrer Wut einen solchen vom Balkon geworfen hatte. Während des Aufstandes tötete er den Titanen Ajax, um dann zur Villa zurückzukehren. Dort traf er auf Vorian Atreides, welcher versuchte, Serena zu retten. Gemeinsam mit Serena und Vorian gelang Iblis in Vorians Schiff die Flucht von der Erde, bevor Omnius begann den Aufstand mit brutalster Gewalt niederzuschlagen. Kein einziger Mensch auf der Erde überlebte dies.

#### Salusa Secundus – Machtergreifung
Kaum auf Salusa Secundus, der Liga-Hauptwelt angekommen, begann Iblis sofort, sich eine Machtposition aufzubauen. Im Gegensatz zu Vorian Atreides, der als Sohn von Omnius’ Heerführer Agamemnon mit Misstrauen betrachtet wurde, stellte er sich sofort als strahlender Held, Retter Serenas und Führer des Aufstandes auf der Erde dar. Obwohl die Oberhäupter der Liga sehr wohl wussten, dass sie die Rettung Serenas eigentlich Vorian verdankten, ließen sie Ginjo walten, weil sie merkten, dass dieser die Menschen besser ansprechen konnte. Innerhalb kurzer Zeit beanspruchte Ginjo eine Machtposition, die sowohl politisch als auch religiös motiviert war, für sich und ernannte sich zum Obersten Patriarchen des Djihads, welcher zeitgleich von Serena ausgerufen worden war. Nach weniger als einem Jahr war dieser Titel gleichbedeutend mit dem des Viceroy, welchen Serena einnahm, allerdings bezog sich seine Macht anfangs nur auf Dinge, die den Krieg direkt betrafen. Um dies zu ändern, rief Ginjo den „Djihad-Rat“ ins Leben, welcher folglich definierte, welche politischen Dinge den Djihad betrafen. Dementsprechend war dies natürlich fast das gesamte politische Spektrum der Liga und bezog sich auf fast alle Lebensbereiche der Liga-Bürger und gab Ginjo fast absolute Macht. Ginjo ging auch ein heimliches Bündnis mit Hekate ein, welches aber nicht lange hielt, da Hekate getötet wurde.

#### Totale Macht und Tod
Vorgeblich um Spione der Maschinen auszuschalten, gründete Ginjo mit seinem Stellvertreter Thurr die Djihad-Polizei, bekannt als Djipol. Diese enttarnte allerdings nicht nur Spione, sondern war Ginjos williges Werkzeug. So erlitten Politiker, die die Zuständigkeit des Rates anzweifelten, „Unfälle“, oder es wurde belastendes Material bei ihnen gefunden, das sie als Maschinenspione auswies.
Als die Maschinen, von den Kogitoren beraten, plötzlich einen Friedensvertrag anboten, sah Iblis seine Macht gefährdet. Eine Liga ohne Krieg würde keinen Patriarchen benötigen und sein Titel wäre wertlos. Deswegen sandte Ginjo Serena auf eine Selbstmord-Mission, die für ihn gleich zwei Vorteile hatte: Er würde ihren Nachfolger besser unter Kontrolle haben als sie und der Krieg ginge weiter. Serena starb bei der Mission wirklich und der Friedensvertrag war vergessen. Allerdings hatte Ginjo noch durch einen weiteren Plan dafür gesorgt, dass der Hass der Menschen auf die Maschinen nicht nachließ und gleichzeitig der enorme Bedarf an Spenderorganen durch Kriegsversehrte gedeckt war. Er ließ von den Tlulaxa (die später Tleilaxu genannt werden) dünn besiedelte Randwelten überfallen und die Bewohner als Organspender ausschlachten. Als falsche Fährte ließen diese jedes Mal einige zerstörte Kampfroboter zurück. Die unfreiwilligen Spender wurden nach Tlulax gebracht und dort in Einrichtungen verbracht, in denen sie ausgeschlachtet wurden.
Bei einem Besuch des Patriarchen auf Tlulax wurde der ihn begleitende Xavier Harkonnen nachts von einem ehemaligen Offizierskollegen aufgesucht, der aus solch einer Einrichtung geflohen war. Dieser zeigte ihm die Einrichtungen, dabei wurden sie allerdings von Ginjo und Thurr überrascht. Ginjo offenbarte ihm den ganzen Plan, offenbar mit dem Hintergedanken, den Harkonnen auf dem Heimweg zu töten. Dieser allerdings konnte das Schiff unter seine Kontrolle bringen und in die Sonne des Thalim-Systems, wo sich Tlulax befindet, steuern. Dies alles wurde von der Liga geheim gehalten, um den Erfolg des Djihad nicht zu gefährden. Stattdessen bezichtigte man Xavier des Verrates an dem Helden Iblis Ginjo.

### Yorek Thurr
Yorek Thurr war vorgeblich der Stellvertreter Ginjos und Kommandant der Djipol (Djihad-Polizei). In Wirklichkeit aber ein Dreifach-Agent und Opportunist, der jeder der drei Seiten (Omnius, Liga, Titanen) diente, wie es ihm gerade nützte. Sowohl die Seuche, besser bekannt als Omnius-Geißel, die über 50 % der Liga-Bevölkerung auslöschte, als auch die kleinen Fressmaschinen, Metallschrecken genannt, die großen Schaden auf einigen Liga-Welten anrichteten, entsprangen seinen Ideen. Durch eine Lebensverlängerung alterte er körperlich nicht mehr. Jedoch verfiel er mit zunehmendem Alter mehr und mehr dem Wahnsinn. Nach dem Tode Ginjos täuschte er seinen Tod vor und bekam von Omnius einen Planeten, Wallach IX, als Lehen. Auf diesem herrschte er wie ein Diktator und entging durch geschickte Umprogrammierung des Wallach-IX-Allgeistes, der ständigen Observation dieser Omnius-Inkarnation, weswegen er unbeschränkte Macht über die Bevölkerung dieses Planeten besaß. Nach der großen Säuberung, die auch Wallach zerstörte, floh er jedoch rechtzeitig nach Corrin, woraufhin er allerdings dort festsaß. Er konnte jedoch von dort fliehen und sich wieder nach Salusa Secundus einschleusen. Dort angekommen, tötete er den amtierenden Großen Patriarchen Xander Boro-Ginjo, einen Neffen Ginjos und plante, seinen Platz einzunehmen. Allerdings wurde er erkannt und von Abulurd Harkonnen gejagt und schließlich in einem Versuchslabor gestellt. Dort aktivierte er einige der Metallschrecken, um sie auf Abulurd zu hetzen. Allerdings wusste er nicht, dass die Wissenschaftler der Liga eine Art Tarnfeld entwickelt hatten, sodass die Maschinen Abulurd nicht als Mensch erkennen konnten. Deswegen stürzten sie sich auf Thurr und töteten diesen, indem sie ihn bei lebendigem Leib, ähnlich wie Piranhas, auffraßen. Als Abulurd gefragt wurde, wer der Tote sei, sagte er nur „niemand von Bedeutung“.

### Aurelius Venport
Aurelius Venport, geboren auf Rossak, ist der Mitbegründer von VenKee Enterprises, das den Handel mit Gewürz während des Maschinenkreuzzuges betreibt und das erste Faltraumschiff nach den Entwürfen von Venports Frau Norma herstellt, das von den Zensunni unter Führung von Ishmael zur Flucht von Poritrin benutzt wird. Früher war Venport der Geliebte von Normas Mutter Zufa Cenva und machte sich einen Namen als Verkäufer von Rossak-Drogen.
Venport und Zufa Cenva sterben, als sie von der Titanin Hekate gefangen genommen werden und Zufa ihre Zauberinnenkräfte einsetzt, um sich und alle um sich herum in einem selbstmörderischen Angriff zu töten. Aus VenKee Entreprises ist lange nach Venports Tod die Raumgilde hervorgegangen.

### Lord Niko Bludd
Bludd war der Herrscher von Proritin und Vorgesetzte von Tio Holtzman. Der extrem geltungssüchtige und geldgierige Bludd versuchte, aus den Erfindungen von Norma Cenva soviel Ruhm und Geld wie möglich zu holen. Als er es übertrieb und Normas Labor überfallen ließ, bekam er zwar einige ihrer Pläne in die Hände, aber nicht die, auf die er es abgesehen hatte, nämlich die der Faltraumschiffe. Dazu gab es nämlich keine Aufzeichnungen, da niemand anderes als Norma sie hätte verstehen können. Er wurde kurz nach dem Überfall bei dem Sklavenaufstand getötet.

### Wellington Yueh
Wellington Yueh war ein Absolvent der Suk-Schule für Medizin und Leibarzt der Atreides zur Zeit von Herzog Leto I. Atreides. Sein Verrat an den Atreiden ermöglichte es den Harkonnen Arrakis zu erobern. Seine Frau Wanna wurde von Baron Wladimir Harkonnen und seinem verderbten Mentaten Piter DeVries dazu benutzt, um Yueh's „imperiale Konditionierung“ zu brechen. Bis zu diesem Zeitpunkt galt diese Konditionierung als absolut zuverlässig und nicht zu kompromittieren.

## Der Sandwurm
Siehe: Begriffe der Dune-Zyklen

## Die Sardaukar
Siehe: Begriffe der Dune-Zyklen